# Iglesias (Italia)
Iglesias (, IPA: [iˈɡlɛzjas] Igrèsias o Bidd'e Cresia in sardo) è un comune italiano di 24 558 abitanti e co-capoluogo della provincia del Sulcis Iglesiente. Si trova nella Sardegna sud-occidentale, nella regione dell'Iglesiente, di cui è il principale centro abitato e a cui dà il nome. Nei secoli della dominazione aragonese e spagnola fu una delle città regie della Sardegna. È sede vescovile (diocesi di Iglesias), erede storica dell'antica diocesi di Sulcis.

## Geografia fisica

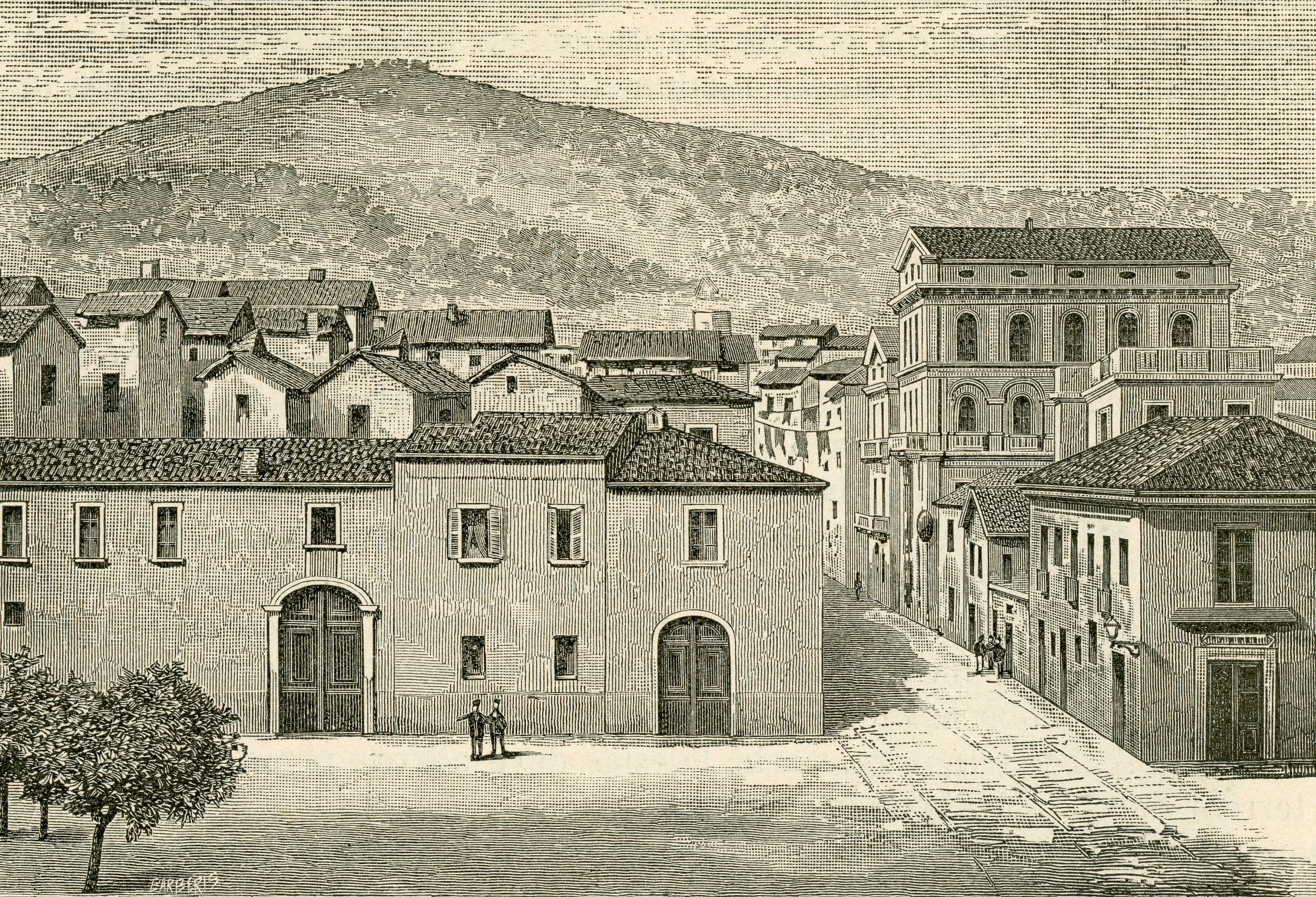
Il colle di Buoncammino domina la città in una xilografia di Giuseppe Barberis (1894)

### Territorio
Iglesias sorge sulle pendici di alcuni colli che si diramano dalla catena montuosa del Marganai; i più importanti sono il colle di Buoncammino e quello di Salvaterra. A sud-est del nucleo storico si estende la valle del Cixerri, dove si trova una parte della città moderna.
È situata a 200 m sul livello del mare e dista circa 8 km dal litorale.
- Classificazione sismica: zona 4 (sismicità irrilevante), Ordinanza PCM n. 3274 del 20/03/2003[7]

#### Cale, coste e spiagge del Comune

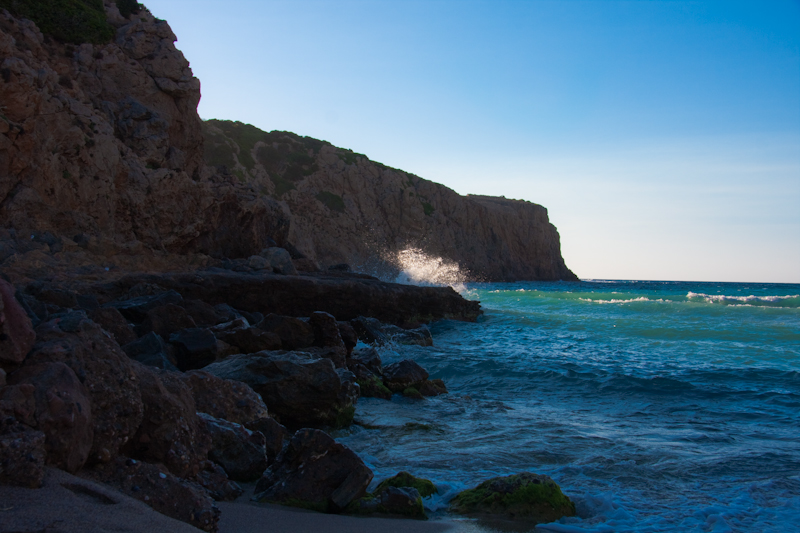
Cala Domestica, amministrativamente divisa con Buggerru

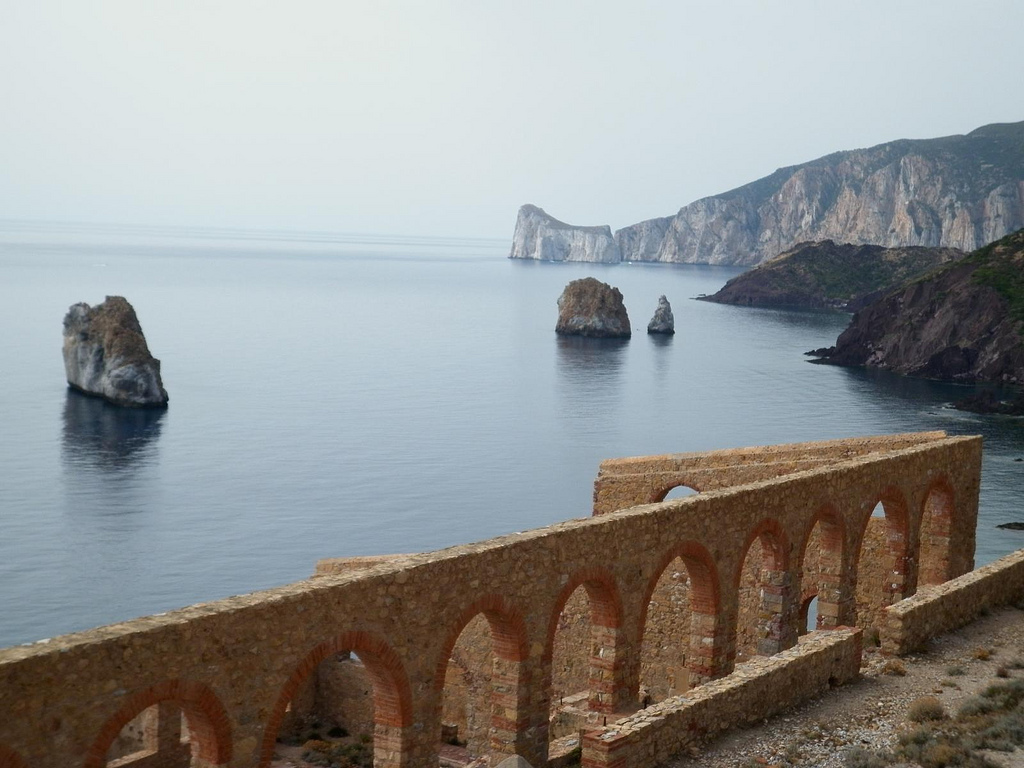
Nebida e Masua

Nel litorale del Comune di Iglesias, partendo da nord verso sud, si trovano le seguenti cale, coste e spiagge più conosciute:
- Cala Domestica[9][10][11]
- Costa di Cala Domestica con torre spagnola
- Grotta Su Forru (cioè: il forno)
- Costa Portu Sciusciau (cioè: porto distrutto) con alte falesie (fino a oltre 100 m.)
- Grotta delle Spigole
- Costa Punta Corr'e Corti (cioè: punta picco della corte o del recinto) con alte falesie (fino a 103 m.)
- Costa Porto di Canal Grande
- Grotta Sardegna o Sardigna
- Costa Punta Sedda 'e Luas (cioè: punta dosso o sella delle euforbie) con alte falesie (fino a 115 m.)
- Costa Schina 'e Monti Nai (cioè: dorso del monte Nave) con alte falesie (fino a 162 m.)
- Costa Punta Buccione o Punta Buccioni (cioè: punta sterpo) con alte falesie (fino a 167 m.)
- Isolotto o fariglione Pan di Zucchero (alto 133 m., in sardo detto Concali de su Terràinu, ossia testa di mezzoasino)
- Porto Bega Sa Canna (cioè: valle [acquitrinosa] della canna)
- Porto di Masua
- Spiaggia di Masua
- Costa di Masua
- Spiaggia di Portu Cauli (cioè: porto cavolo)
- Costa di Portu Cauli
- Cala di Punta Corallo o Punta Coraddu
- Costa di Porto Corallo o Portu Coraddu
- Costa di Porto Ferro o Portu Ferru
- Costa di Portu Bruncu Cobertu (porto promontorio coperto)
- I faraglioni di Portu Banda: fariglione Maggiore (alto 36 m.) e pinnacolo o fariglione Minore (alto 30 m.)
- Costa di Portu Banda o Porto Banda (cioè: porto Plaga o della Plaga)
- Costa di Porto Ghiano
- Costa di Nebida
- Isolotto o fariglione L'Agusteri o S'Agusteri (alto 35 m.) (cioè: pescatore di aragoste)
- Costa Porto di Nebida
- Calette di Porto Raffa
- Costa di Porto Raffa

### Clima
La città è caratterizzata da un clima mediterraneo (o, secondo la classificazione di Köppen, Csa), con inverni miti ed estati calde.
La media annuale di piovosità è di 803,8 mm. Il mese più piovoso è dicembre (125,7 mm), mentre il più secco è luglio (6,4 mm).
- Classificazione climatica: zona C, 916 GG[13]

## Origini del nome
Nel medioevo la città era nota in latino medievale come Villa Ecclesiae, in pisano antico come Villa di Chiesa, in catalano Viladesgleyes o Vila d'Esgleyes e poi in spagnolo come Iglesias. 
La più antica citazione del toponimo Villa Ecclesiae è contenuta in un inventario del 12 marzo 1272 di Pietro Soro, amministratore dell'Opera di 
Santa Maria di Pisa per il Cagliaritano, e in un altro inventario, del 5 luglio dello stesso anno, della cattedrale di San Lorenzo di Genova.
Sull'origine del nome ci sono diverse teorie, tra cui quella che lo lega alla presenza di numerose chiese in città, e altre che riguarderebbero una forte presenza di controllo da parte del potere ecclesiastico nel territorio iglesiente, già attestata a partire da diversi secoli prima dell'arrivo dei pisani.

## Storia

### Preistoria e storia antica

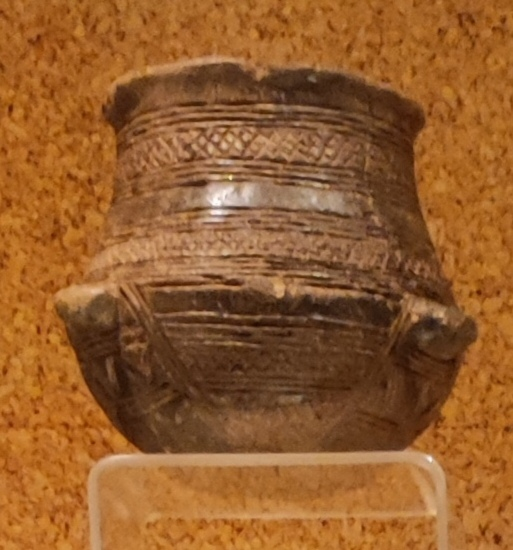
Vaso campaniforme dalla Grotta della Volpe (Museo archeologico nazionale di Cagliari)

La zona dove sorge l'odierna città di Iglesias era già frequentata in epoca preistorica: le più antiche tracce d'insediamento umano risalgono al Neolitico antico; sono invece attribuibili alla cultura di Ozieri (IV millennio a.C.) le tombe ipogeiche, dette domus de janas, scoperte nell'area montuosa di San Benedetto. Al periodo prenuragico appartengono anche i ritrovamenti ascrivibili alle culture di Monte Claro, del Vaso campaniforme e di Bonnanaro rinvenuti nelle grotte circostanti. Seguono ulteriori tracce di frequentazioni nuragiche (vari Nuraghi, ormai diroccati, sono presenti sul territorio) e fenicio-puniche; all'epoca cartaginese si riferisce il tempio di Genna Cantoni, nei pressi dell'area archeologica nuragica di Matzanni, lungo il confine con Vallermosa. In Età romana risulta che vi siano state frequentazioni assidue, specie per via delle miniere d'argento presenti sul territorio. Le fonti parlano di Metalla, la città perduta, forse ubicata al confine tra Iglesias e Fluminimaggiore, sito principale di estrazione mineraria nel territorio.

### Storia medioevale e moderna

#### Periodo bizantino e giudicale
Nell'Alto Medioevo la regione iglesiente appare scarsamente antropizzata, per lo meno nella prima metà. Dal IX secolo d.C., invece, riappaiono tracce urbane, con la chiesa tardo-bizantina di San Salvatore, recentemente restaurata e recuperata, che testimonia la presenza nella zona di un antico abitato. Dopo l'abbandono dell'isola da parte dei bizantini, il territorio fu compreso nella curatoria del Cixerri e seguì le sorti del giudicato di Cagliari che dominò tutta l'area meridionale della Sardegna fino al XIII secolo. In epoca giudicale, oltre a quella di San Salvatore, erano presenti altre due chiese (la chiesa di San Saturno - sul luogo dell'attuale Madonna delle Grazie - e la chiesa di Sant'Antonio Abate) che farebbero ipotizzare l'esistenza di tre piccoli abitati.

#### Periodo dei Donoratico e pisano

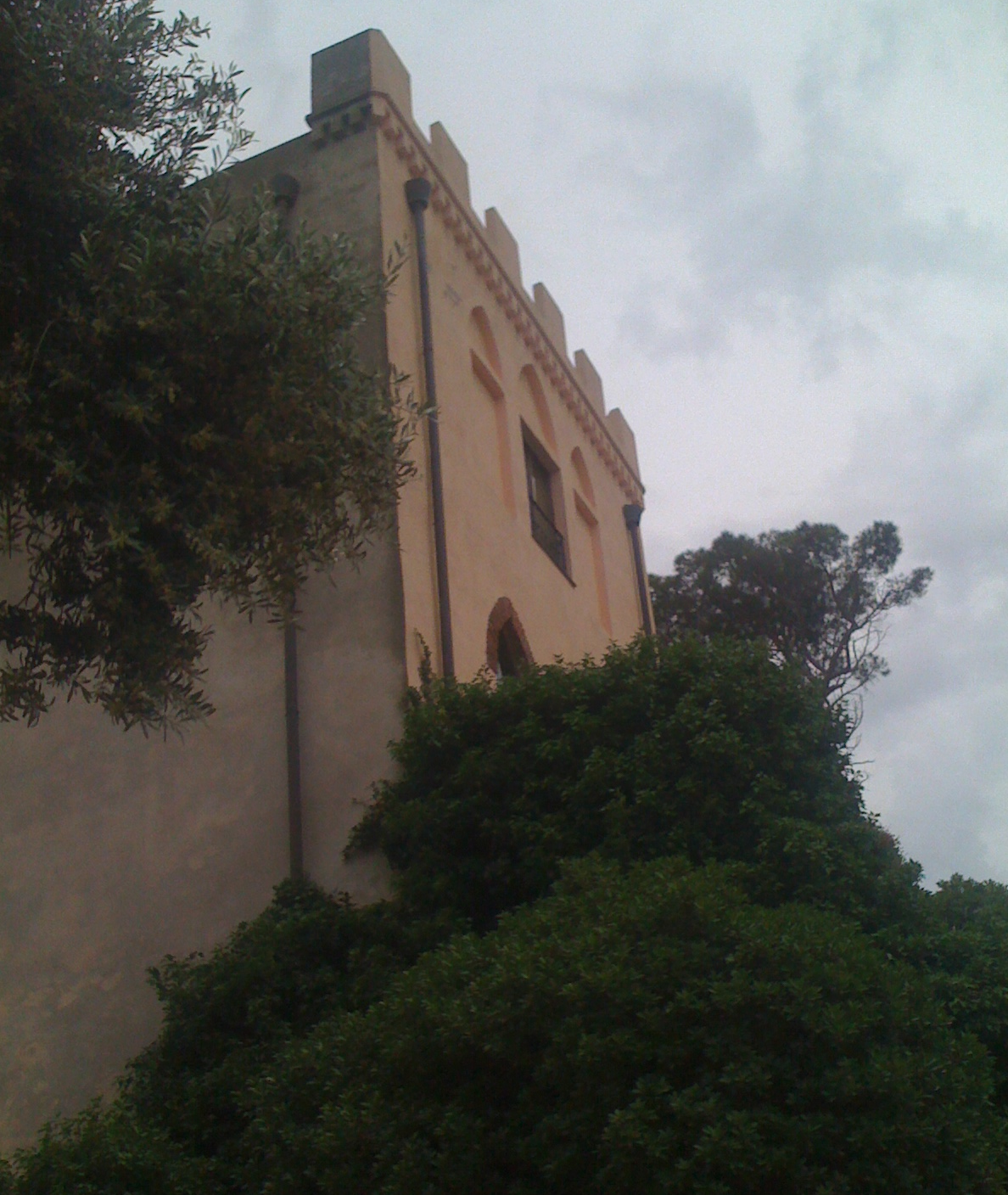
Il castello di Salvaterra

Nel 1258, a seguito della spartizione del giudicato, la parte occidentale corrispondente al "terzo" del territorio giudicale (curatorie del Cixerri, Sulcis, Nora, Decimo) venne assegnata alla famiglia pisana dei Della Gherardesca, conti di Donoratico. Questo terzo fu diviso poi nel 1282 in due "sesti" ; un sesto comprendente le due curatorie meridionali e Decimo andò agli eredi di Gherardo della Gherardesca mentre il sesto corrispondente alla curatoria del Cixerri passò al conte Ugolino della Gherardesca; per incentivare lo sfruttamento delle ricche risorse argentifere del territorio, grazie alle sue iniziative venne fondata una nuova città, Villa di Chiesa (in latino Villa Ecclesiae, Bidda de Cresias in sardo antico), ristrutturando e ampliando gli insediamenti preesistenti e favorendo l'afflusso di nuovi abitanti, tra cui una parte degli esuli di Santa Igia. I Della Gherardesca ugoliniani vi costruirono un castello (pesantemente modificato e restaurato nei secoli), detto di Salvaterra o di San Guantino, le mura, palazzi, un ospedale e un acquedotto; finanziarono inoltre la costruzione di diverse chiese: fra le più importanti si possono citare la chiesa di Santa Chiara, edificata fra il 1284 e il 1288, e quella di Nostra Signora di Valverde, costruita tra il 1285 e il 1290; molte altre chiese sorsero negli anni a venire, in virtù del forte attaccamento spirituale e religioso degli allora abitanti della città.

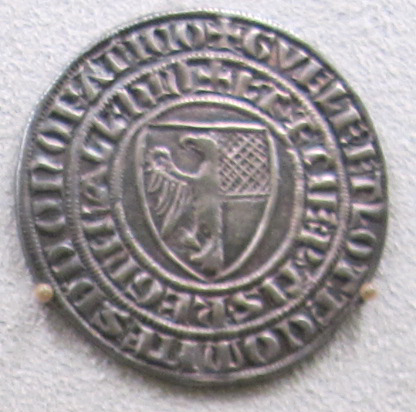
I tornesi fatti coniare da Guelfo nella zecca di Villa di Chiesa. Sul fronte si legge: +GVELF ET LOTT' COMITES D'DONORATICO/ ET T(er)CIE P(ar)TIS REGNI KALL DNI sul retro: +VILLA ECCLIE ARGENTERIE D'SIGERRO/+SIT NOMEN DNI BENEDICTVM

Dopo la morte del conte Ugolino avvenuta nel marzo del 1289 nella Torre della Muda di Pisa, dove era stato imprigionato l'estate del 1288 a causa dell'accusa di sedizione e alto tradimento, i suoi possedimenti sardi del Cixerri furono ereditati dal figlio Guelfo della Gherardesca che, sfuggito all'autorità di Pisa nel 1288, si era stabilito a Villa di Chiesa. Guelfo, assieme ai fratelli Lotto e il piccolo Matteo che lo raggiunsero in Sardegna, sostenuto politicamente e militarmente da Genova portò avanti una politica di ostilità verso il potere centrale della repubblica e coniò nella neonata zecca di Villa di Chiesa una moneta propria in argento (tornesi) sulla quale campeggiava la scritta in latino "GUELFUS ET LOTTUS COMITES DE DONORATICO ET TERCIE PARTIS REGNI KALLARI" (in italiano Guelfo e Lotto conti di Donoratico e della terza parte del regno di Calari); in seguito tentò di impadronirsi con la forza del "sesto" (curatorie del Sulcis, Nora e Decimo) che dopo la divisione del 1282 era passato agli eredi di Gherardo della Gherardesca, occupando il castello di Gioiosa Guardia presso Villamassargia.

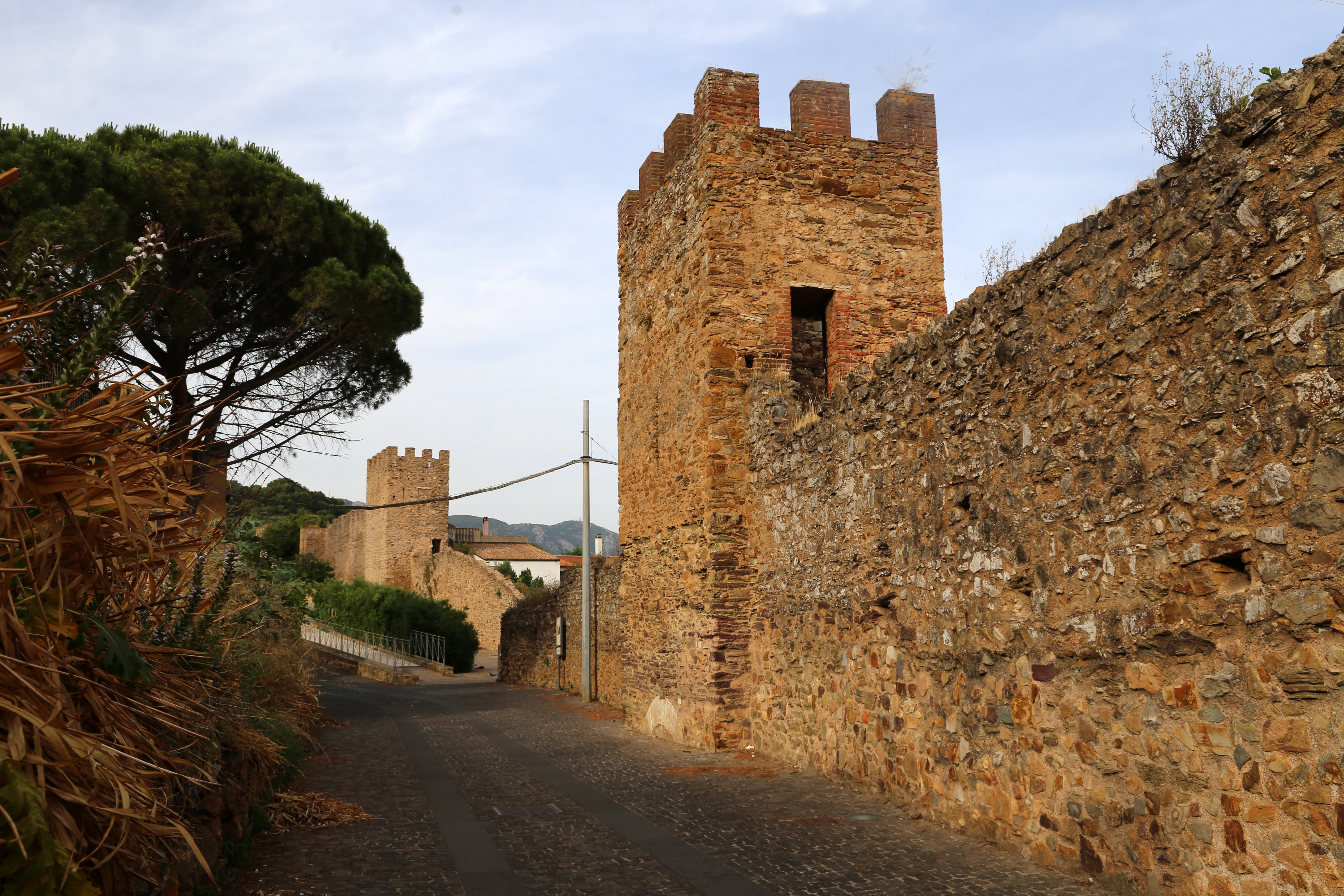
Cinta muraria

La risposta di Pisa non si fece attendere e nel 1295 lo zio avversario Ranieri Della Gherardesca, Lupo Villani e Mariano II di Arborea, al comando di più di 1000 uomini, assalirono Villa di Chiesa e la espugnarono. Guelfo venne ferito da una "verga sardesca" nei pressi di Domusnovas e fatto prigioniero. Riscattato da Lotto, si diresse con il fratello verso Sassari, morendo di lì a poco; secondo una fonte del XV secolo a causa di un'infezione presso Siete Fontanas, forse l'ospedale di Siete Fuentes, situato nel territorio del giudicato di Arborea, o la località sassarese oggi nota come Li Setti fontani; Lotto fece ritorno in Toscana, morendo anch'egli qualche tempo dopo. Villa di Chiesa venne amministrata per un breve periodo dagli arborensi per poi passare sotto il controllo del comune di Pisa tra il 1301 e il 1302.
Al tempo della dominazione diretta di Pisa, Villa di Chiesa era già diventata una delle città più importanti e popolose della Sardegna, grazie al forte impulso dato all'estrazione del piombo e in particolare dell'argento; si calcola infatti che al principio del XIV secolo nelle miniere di Villa di Chiesa si producesse circa il 10% dell'argento in circolazione in Europa, ricchezza argentifera testimoniata da una predica di Giordano da Pisa del 1309: "Et questo veggiamo in delle cose del mondo, che li homini sempre cercano le fonti del mondo unde vegnono alcune cose del mondo. Unde che è? Ove si cava l'argento? Di Villa di Chiesa". La città, popolata in maggioranza da sardi e pisani, ospitava anche altre comunità provenienti dal resto della Toscana e della penisola (i cosiddetti terramagnesi), dalla Corsica e dall'area tedesca.
Fiore all'occhiello della città medioevale è il Breve di Villa di Chiesa, il più antico codice di leggi della città, redatto in volgare toscano, esistente in una copia del 1327 perfettamente conservata e custodita presso l'Archivio Storico Comunale.

#### Periodo aragonese e spagnolo

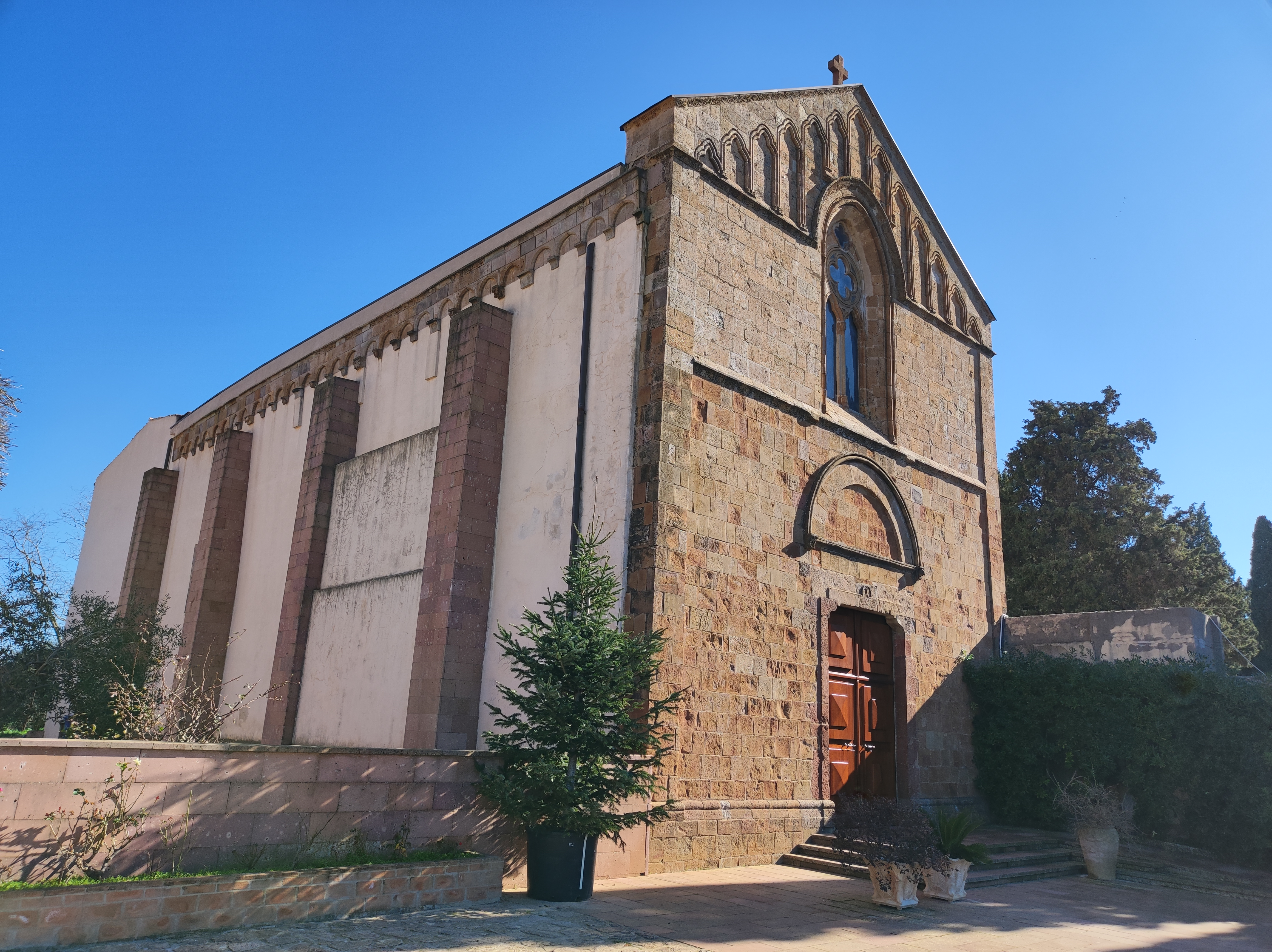
Chiesa di Nostra Signora di Valverde. Nei suoi pressi, durante l'assedio, si trovava l'accampamento aragonese dell'Infante Alfonso e Teresa di Entenza

Conquistata dagli aragonesi il 7 febbraio 1324 dopo un assedio durato più di sette mesi, Villa di Chiesa fu la prima città sarda a cadere sotto il dominio iberico e la prima città del neonato Regno di Sardegna ad ottenere il riconoscimento di città regia nel giugno del 1327. A differenza di Cagliari, Alghero e, in parte, Sassari, la "catalanizzazione" di Villa di Chiesa fu molto limitata (nel trentennio 1324-1354 i catalano-aragonesi costituivano solo il 5% circa della popolazione) e la società iglesiente "fu la sola che abbia conservato, ancora diversi decenni dopo la conquista aragonese della Sardegna, un'impronta inconfondibilmente pisana, nelle origini della popolazione, nelle leggi, nei costumi, nella conduzione degli affari e nella stessa lingua parlata e scritta" (Ciro Manca).

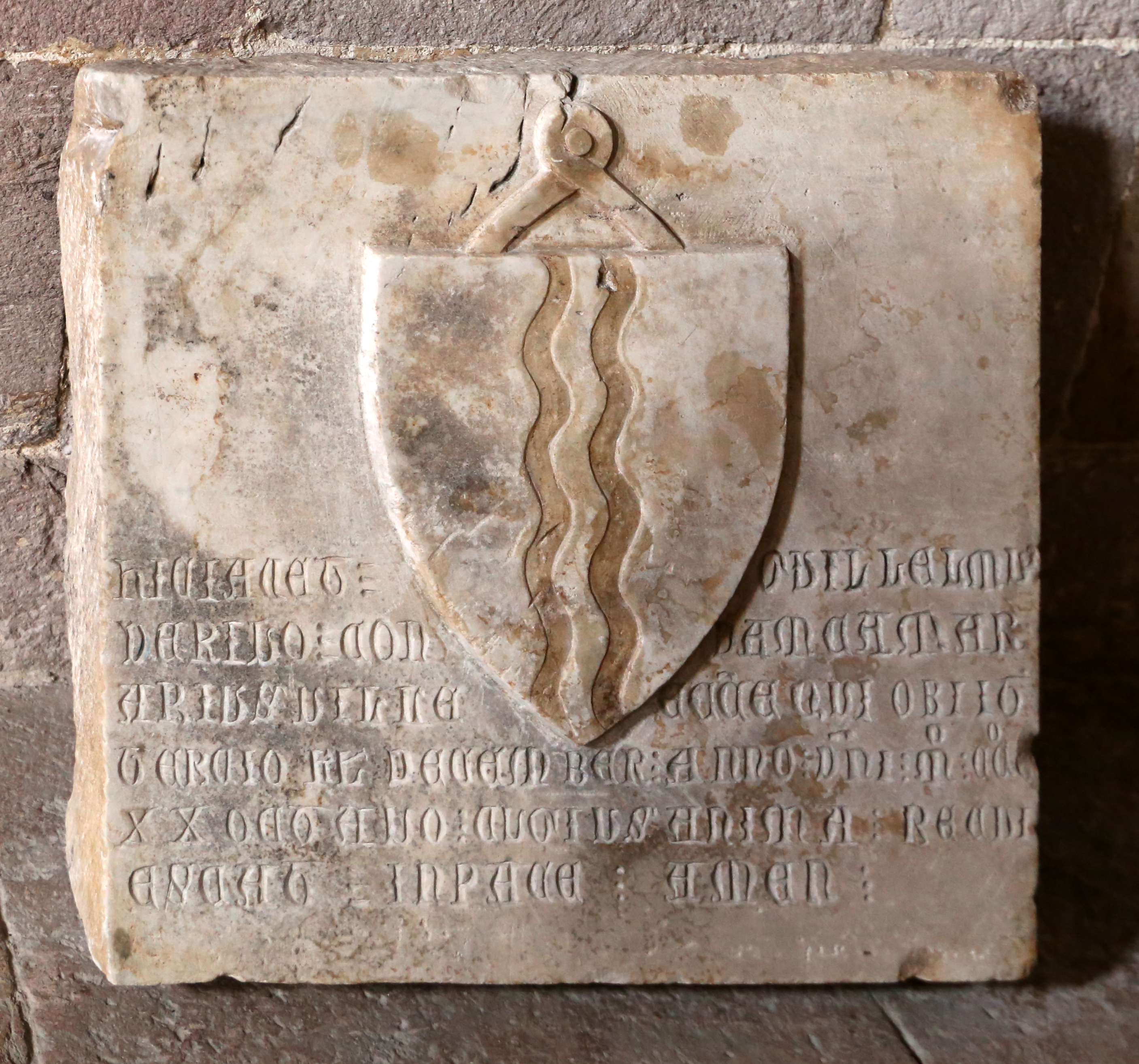
Lapide di Guillem de Rius († 1328), primo camerlengo catalano di Iglesias, assieme al pisano Duodo Soldani(Chiesa di San Francesco)

Durante la fase di transizione tra il governo di Pisa e quello aragonese la popolazione cittadina si aggirava attorno alle 6000-7000 persone ma venne decimata dall'epidemia di peste nera del 1348 che sconvolse gran parte del continente europeo.
Verso la fine del 1353 gli ecclesienti si rivoltarono contro il governo aragonese e si schierarono dalla parte di Mariano IV di Arborea, il quale aveva iniziato le ostilità contro i regnicoli, aprendo le porte agli "stependiari" ed ai "balestrieri" di fra' Giovanni de Atzeni (o de Asseni), capitano di guerra del re Mariano IV e costringendo la guarnigione aragonese - composta da una compagnia di "servents" al comando del capitano Ladrera - a rifugiarsi nel castello di Salvaterra. Durante l'occupazione degli Arborea la città subì un vasto incendio che provocò gravi danni. Dopo la pace di Sanluri del 1355 ritornò in mano aragonese. 
Pietro IV d'Aragona, re di Sardegna, fece restaurare le mura e la zecca, che riprese a coniare moneta, e incluse nel territorio della città, che divenne l'unico centro commerciale del sud-ovest sardo, le ville circostanti di Baratuli, Sibilesi, Musei, Corongiu, Bangiargia, Sigulis, Antas e Gindili. 
Nell'inverno del 1365, con la ripresa del conflitto tra il giudicato di Arborea e il regno di Sardegna, Villa di Chiesa tornò all'Arborea, accogliendo le "mute" sarde guidate da Alibrandino Atzeni. Rimase in mano arborense fino al 1388 quando, a seguito del trattato tra Eleonora d'Arborea e Giovanni I di Aragona, fu restituita agli aragonesi; il trattato di pace venne sottoscritto anche da diversi abitanti di Villa di Chiesa tra cui Ludovicus de Nelli e Joanne Formentino, capitano e camerlengo. Nel 1391 la città si rivoltò nuovamente contro gli aragonesi, facendo entrare fra le sue mura le armate giudicali di Brancaleone Doria. Venne ripresa definitivamente dagli iberici nell'estate del 1409.
Nel 1436 Alfonso V d'Aragona la cedette in feudo ad Eleonora Carroz per 5000 fiorini d'oro, tuttavia già nel 1450, dopo il pagamento di un riscatto, riaquisì lo status di città regia. Con la bolla Aequum reputamus dell'8 dicembre 1503, papa Giulio II trasferì ufficialmente la sede episcopale della diocesi di Sulci da Tratalias, ormai spopolata, a Iglesias. Nel XVII secolo si verificò un'epidemia di peste e una grave carestia:
susseguì una epidemia così mortale, che generalmente spense più vite che non avea fatto la pestilenza del 1652-55.»
(Vittorio Angius (1841), Dizionario Geografico Storico-Statistico-Commerciale degli Stati di S.M. Re di Sardegna (a cura di Goffredo Casalis))

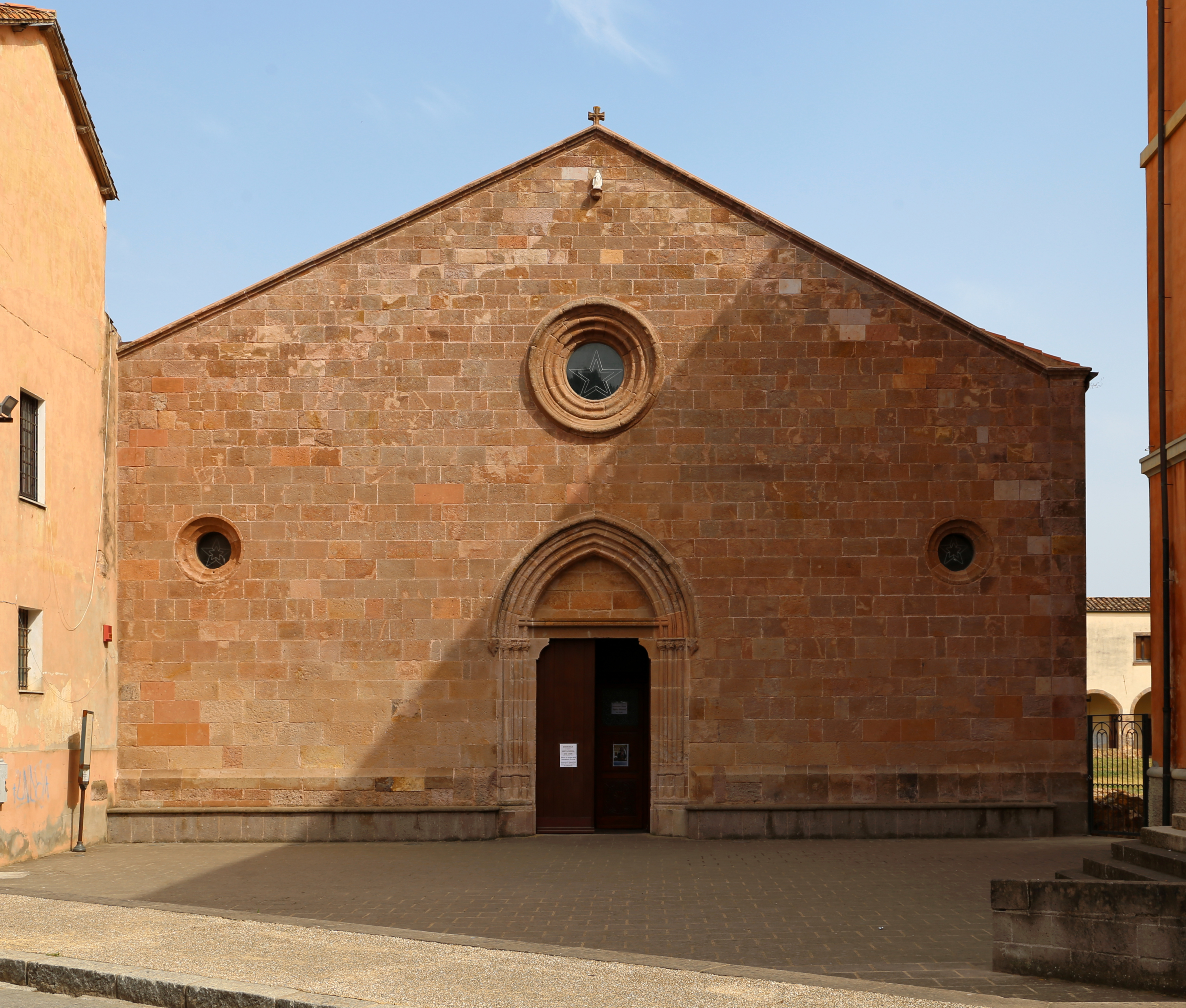
Chiesa di San Francesco (XVI secolo)

Per tutto il periodo della dominazione aragonese e spagnola, durata circa quattro secoli, fu una delle più importanti e popolose città del regno, governata da un Capitano di Giustizia di nomina regia e da un Consiglio elettivo presieduto da un Giurato Capo. Tra i nomi che ricorrono più spesso fra coloro che ricoprirono la carica di Capo del Consiglio della città, vi sono quelli dei membri delle famiglie Cani, Despinosa, Escarchoni (o Scarxoni), Salazar (in potere della quale era anche la carica di Capitano di Giustizia ed Alcayde, nonché la Signoria delle Scrivanie della città) e Serra.
Durante questa fase storica si diffuse l'uso del catalano e poi del castigliano, idioma dal quale deriva l'attuale denominazione: Iglesias (Chiese). A questo periodo risale, inoltre, la ristrutturazione di quasi tutti gli edifici di culto cittadini e delle fortificazioni difensive. I segni di questa presenza ricca e produttiva da un punto di vista soprattutto culturale sono quindi numerosissimi e riscontrabili ancora oggi in gran parte dell'edilizia storica iglesiente.
Nell'anno 1698 a Iglesias abitavano 5417 persone.

#### Periodo sabaudo
Nel 1720, come deciso dal trattato dell'Aia, la città passò, con tutta l'isola, ai Savoia che acquisirono il titolo di Re di Sardegna. 
Nel corso del XVIII secolo, anche a causa del quasi totale abbandono dell'attività mineraria iniziato già in età spagnola, Iglesias e i suoi abitanti, riciclatisi in agricoltori e allevatori, saranno tra i maggiori protagonisti del ripopolamento delle terre pressoché disabitate del basso Sulcis e dell'isola di Sant'Antioco. I nuclei insediativi ad economia agro-pastorale (denominati furriadroxius e medaus) che si vennero a formare, in alcuni casi riunendosi fra loro (boddeus o oddeus) diventeranno dei comuni a sé stanti nel secolo successivo.
Nel 1728 Iglesias contava 6065 anime, compresi i pastori, mentre nel 1751 gli abitanti erano 6066.

### Storia contemporanea
Durante l'esilio della casa reale in Sardegna (1799-1814) a seguito della conquista francese del Piemonte, sino al rientro dei reali a Torino, Iglesias era il loro luogo di villeggiatura annuale. Vittorio Emanuele I di Savoia e la regina venivano in città nel mese di maggio.

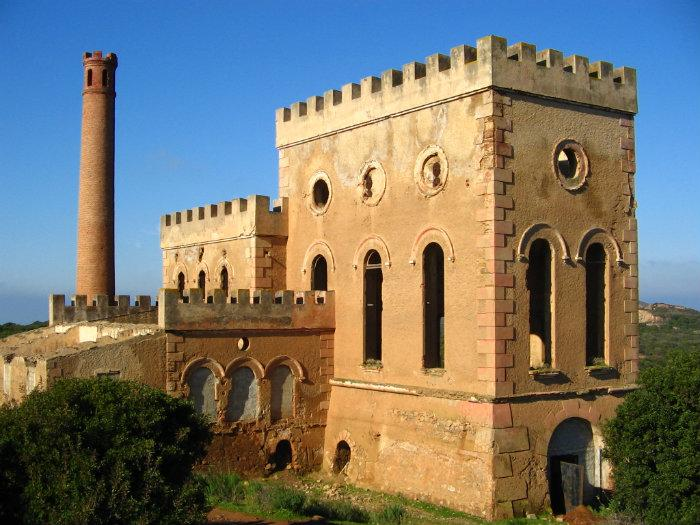
Pozzo Santa Barbara (1870), miniera di San Giorgio

A partire dalla metà dell'Ottocento, grazie alla riapertura delle vicine miniere, la città visse un periodo di rinnovamento economico, sociale e culturale. Molti tecnici e lavoratori provenienti da varie parti della Sardegna, ma anche dal Piemonte (Canavese), dal Bergamasco e da altre regioni, si stabilirono in questo periodo in città facendo sì che nel giro di cinquant'anni la popolazione passasse da circa 6.000 abitanti nel 1861 a circa 21.000 nel 1911. Dal secondo dopoguerra il comparto minerario sardo entrò in crisi; gli effetti di tale crisi non tardarono a coinvolgere anche l'Iglesiente e le sue miniere e la stessa città di Iglesias.

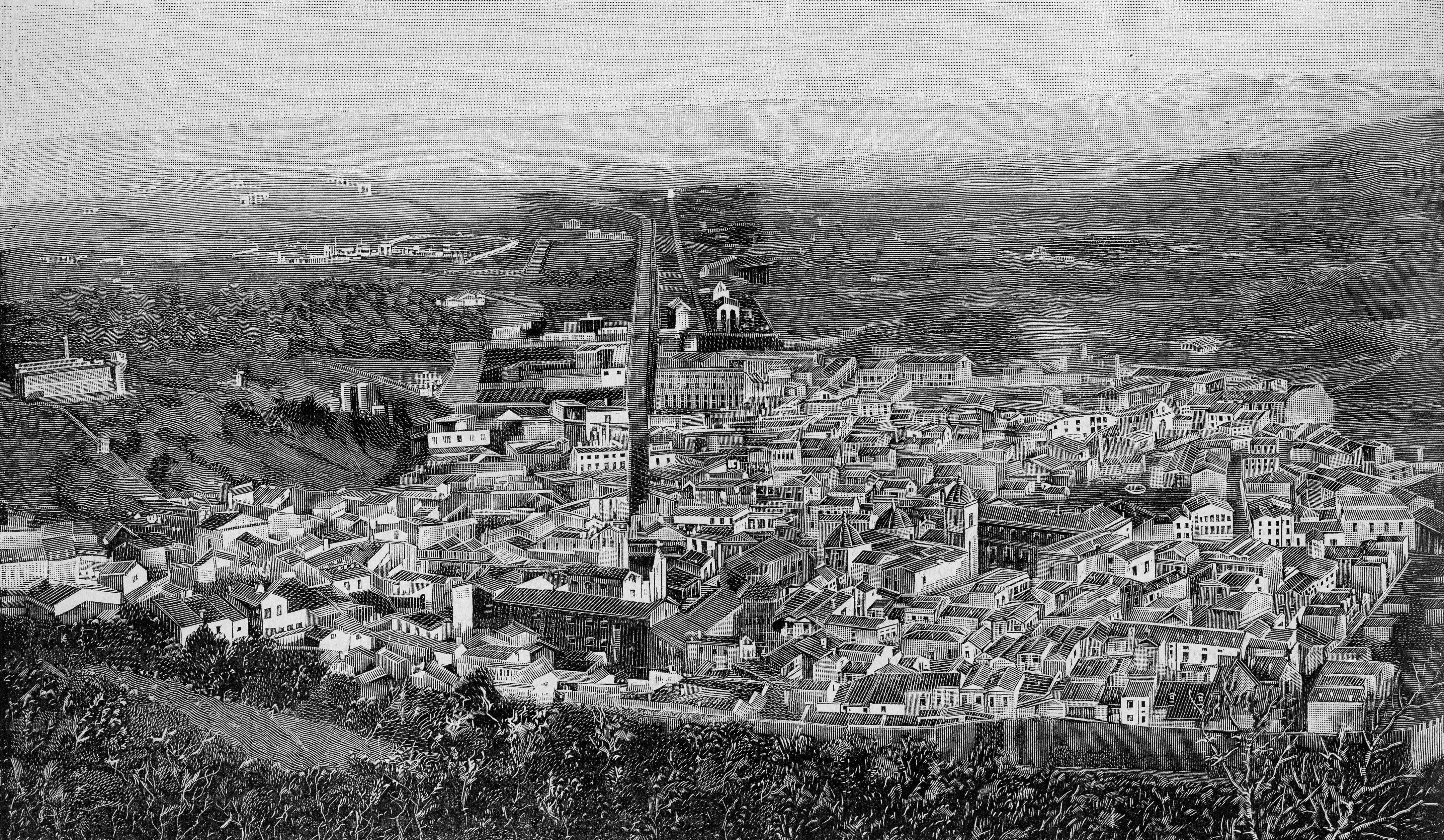
Panorama d’Iglesias (xilografia, 1901)

Nel 1821 Iglesias venne eletta dai Savoia capoluogo dell'omonima provincia, comprendente 23 comuni del territorio iglesiente (o del Ciserro), sulcitano e dell'antico giudicato di Colostrai. La Provincia di Iglesias rimase in vita sino al 1848, tuttavia la città divenne capoluogo del circondario di Iglesias e dell'omonimo mandamento (all'interno della Provincia di Cagliari), enti che restarono in attività sino alla loro soppressione nel 1927. 

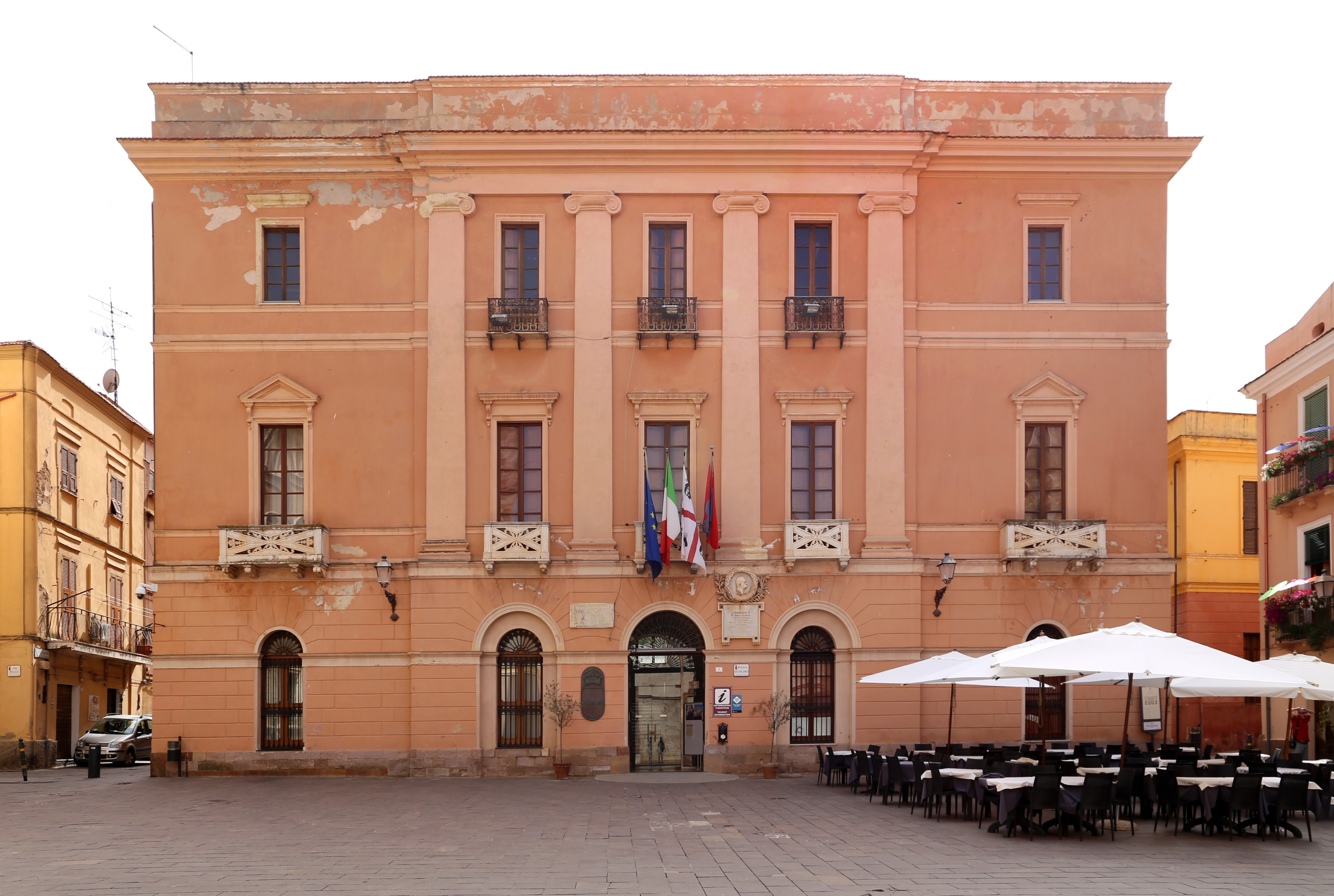
Il vecchio palazzo municipale

Il 12 ottobre 2005 con Delibera del Consiglio Provinciale n. 21 (Determinazione del Capoluogo. Atto Statutario.) a Iglesias, unitamente a Carbonia, è stata attribuita la qualifica di capoluogo della Provincia di Carbonia-Iglesias, della quale vi avevano sede gli organi del Consiglio Provinciale. Tale situazione si mantenne sino al 2016, anno del passaggio del territorio del dismesso ente intermedio sulcitano alla Provincia del Sud Sardegna

### Simboli
Lo stemma è stato approvato con regio decreto del 7 aprile 1933.
La concessione di inserire nello stemma le armi di Casa Savoia fu data da re Carlo Emanuele III con diploma del 15 gennaio 1767.
Il gonfalone è stato approvato con delibera del consiglio comunale n. 251 del 14 settembre 1984 e concesso con decreto del presidente della Repubblica del 5 dicembre 1984, ed è costituito da un drappo d'azzurro.

## Monumenti e luoghi d'interesse

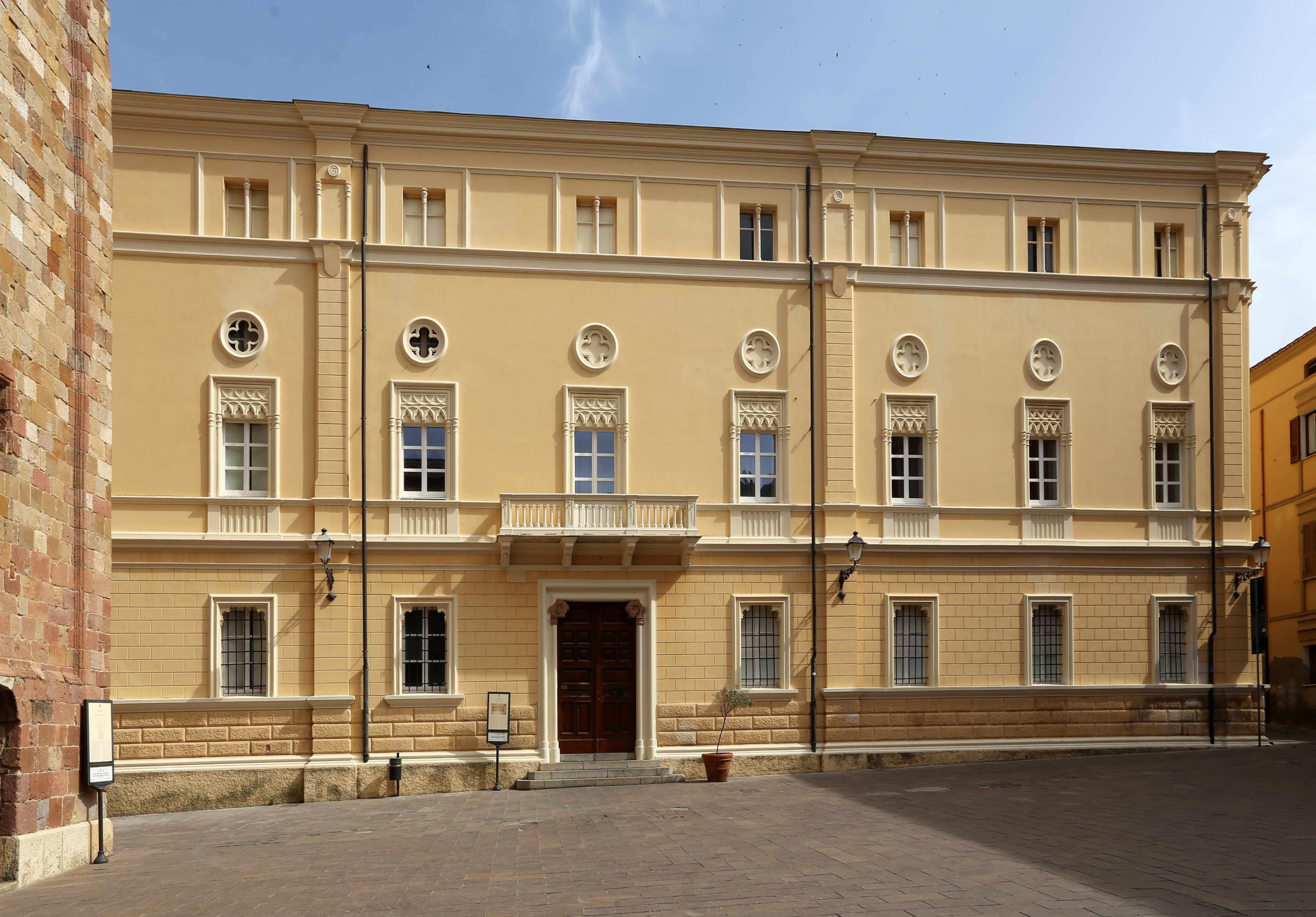
Il palazzo Vescovile
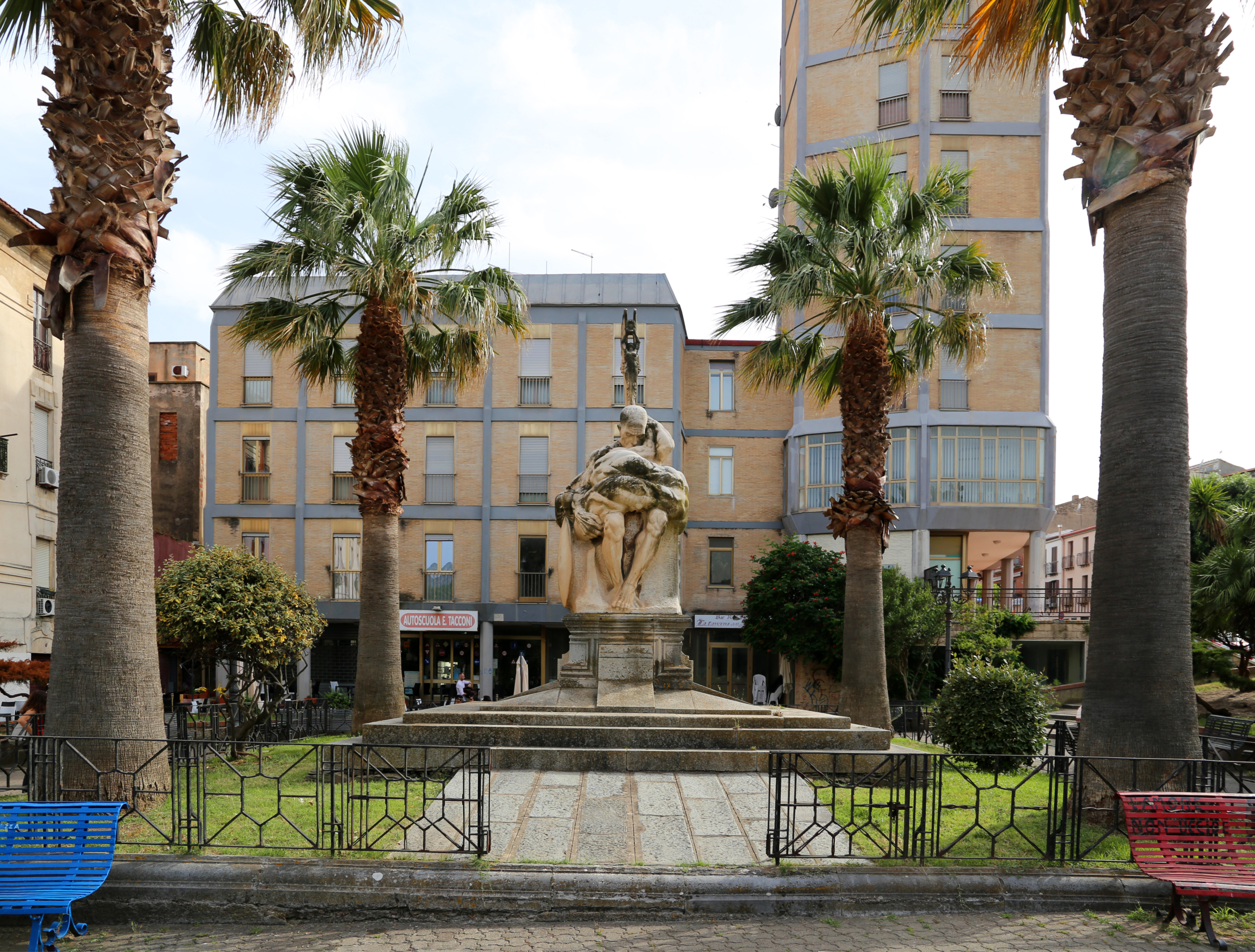
Piazza Oberdan, col monumento ai Caduti di Francesco Ciusa

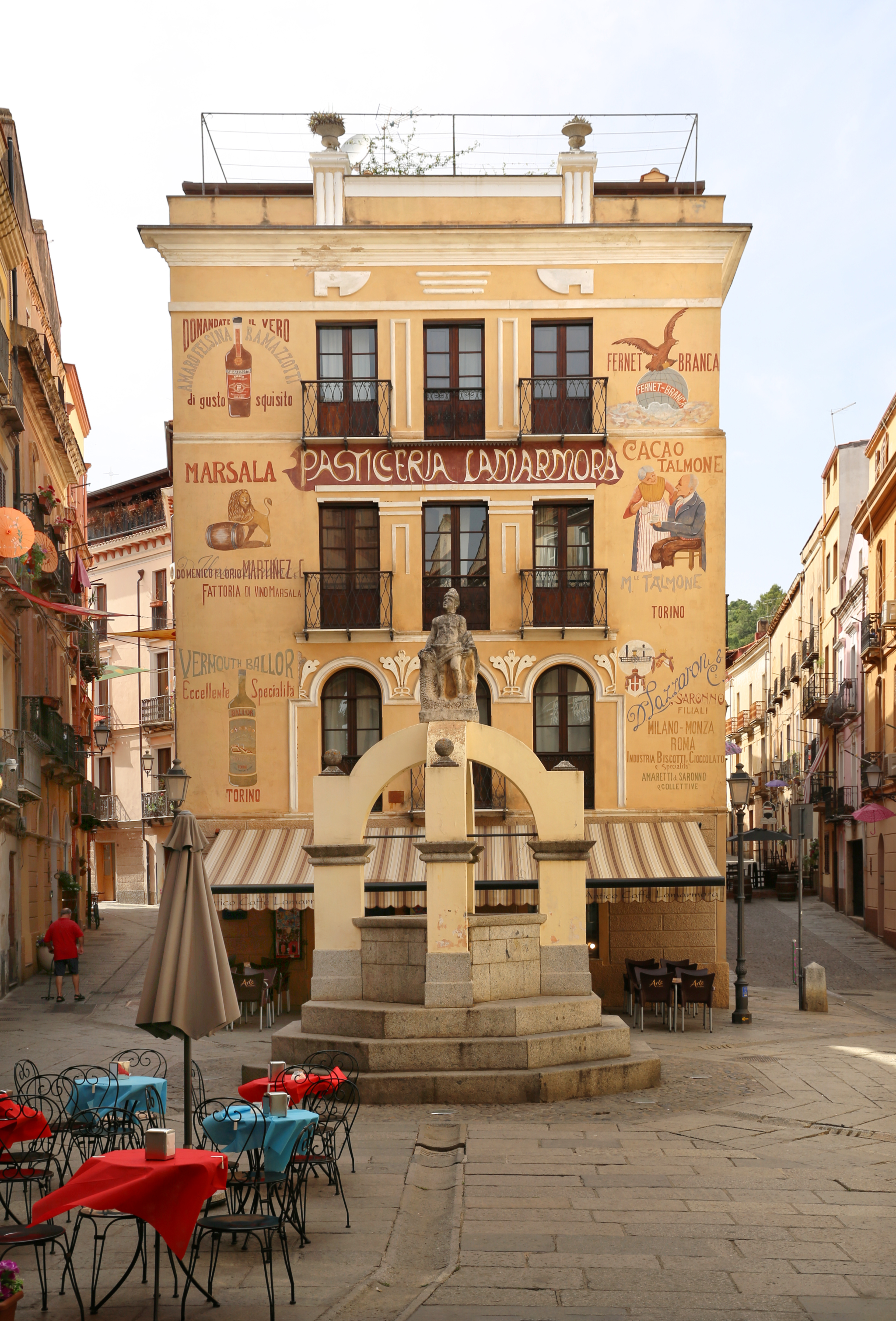
Piazza La Marmora, la fontana Su Maimone[58] e la Palazzina Pasticceria Lamarmora, con i nove slogan pubblicitari realizzati tra il 1903 e il 1904
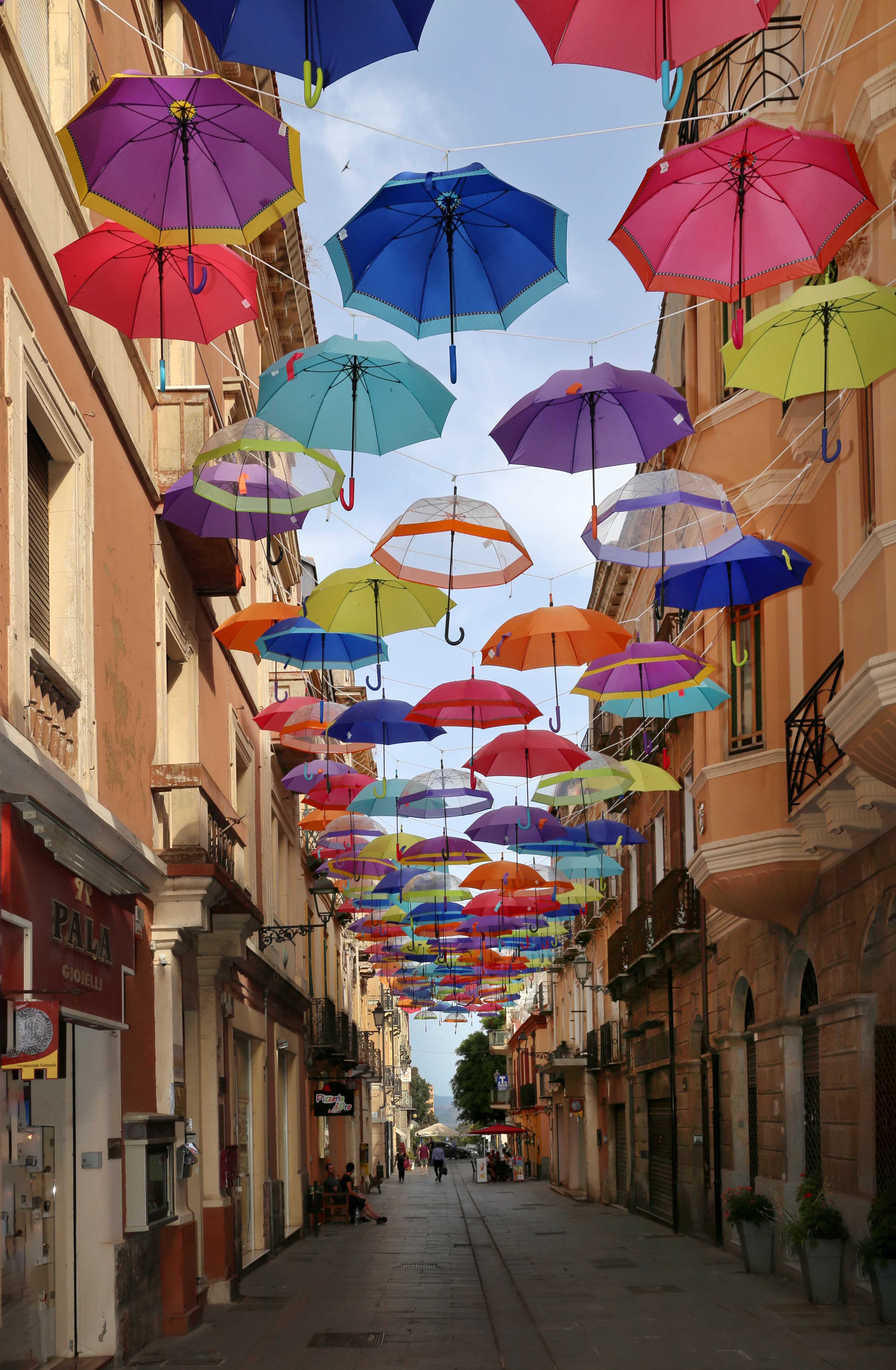
Corso Matteotti

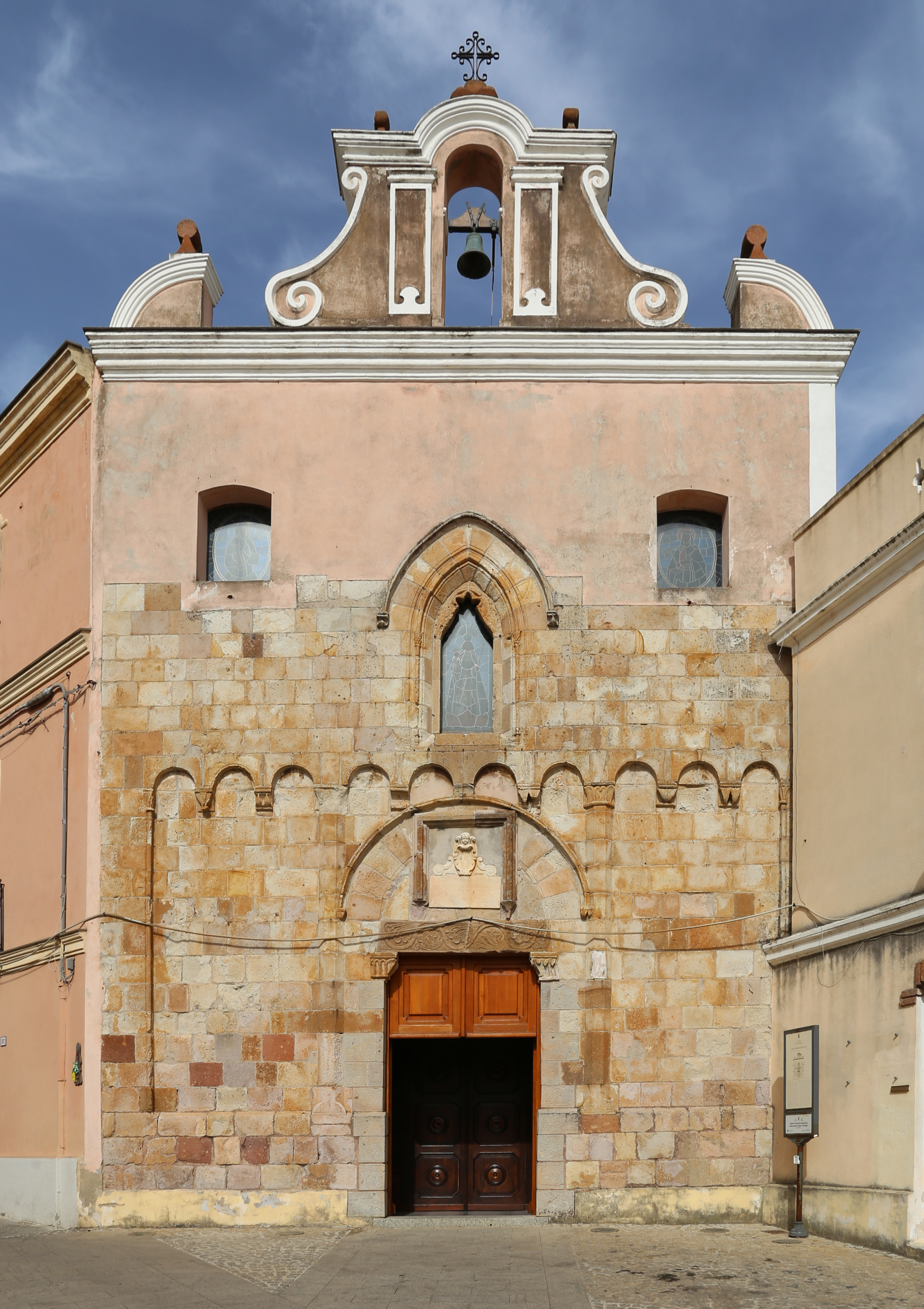
Chiesa della Madonna delle Grazie
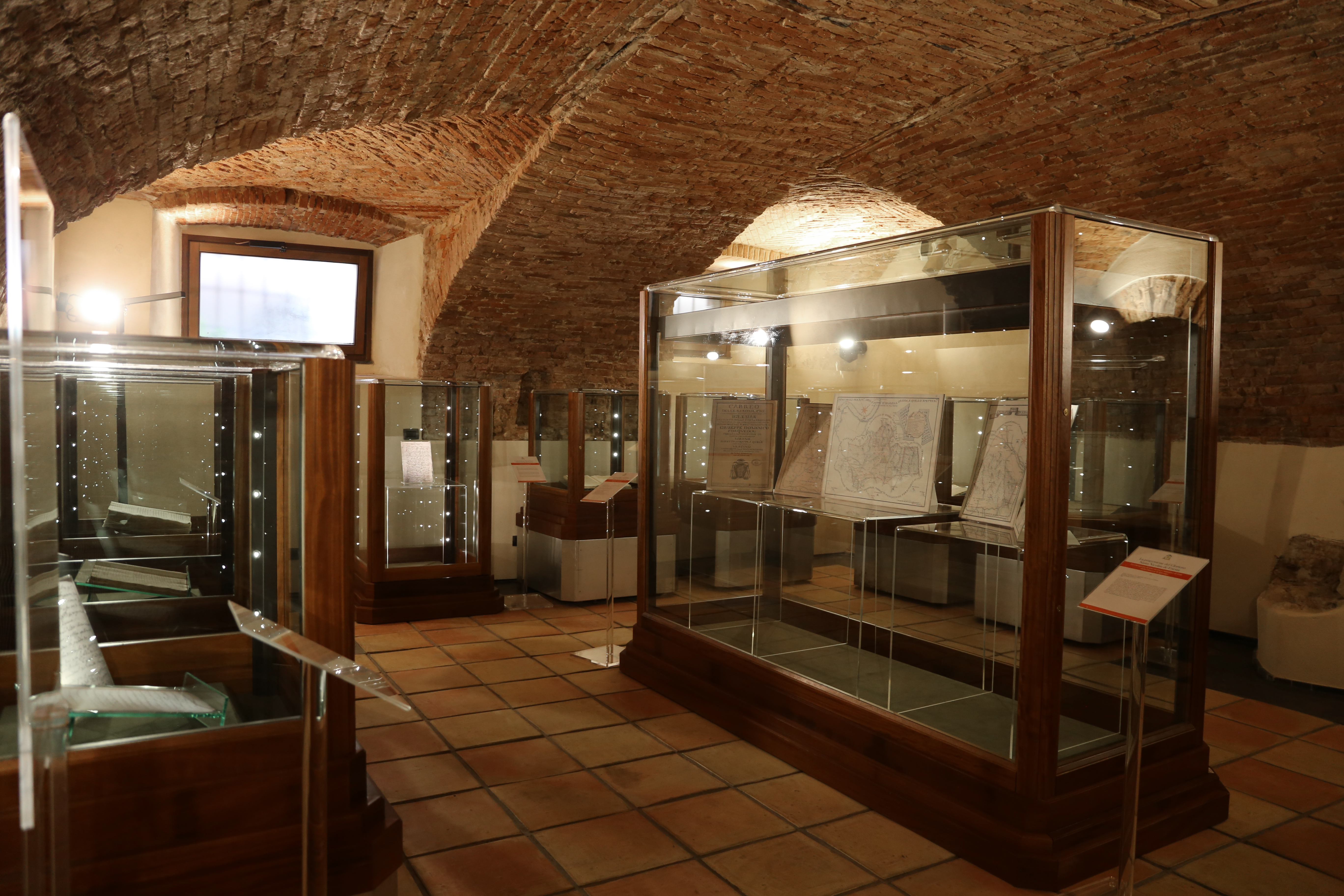
Il museo Diocesano

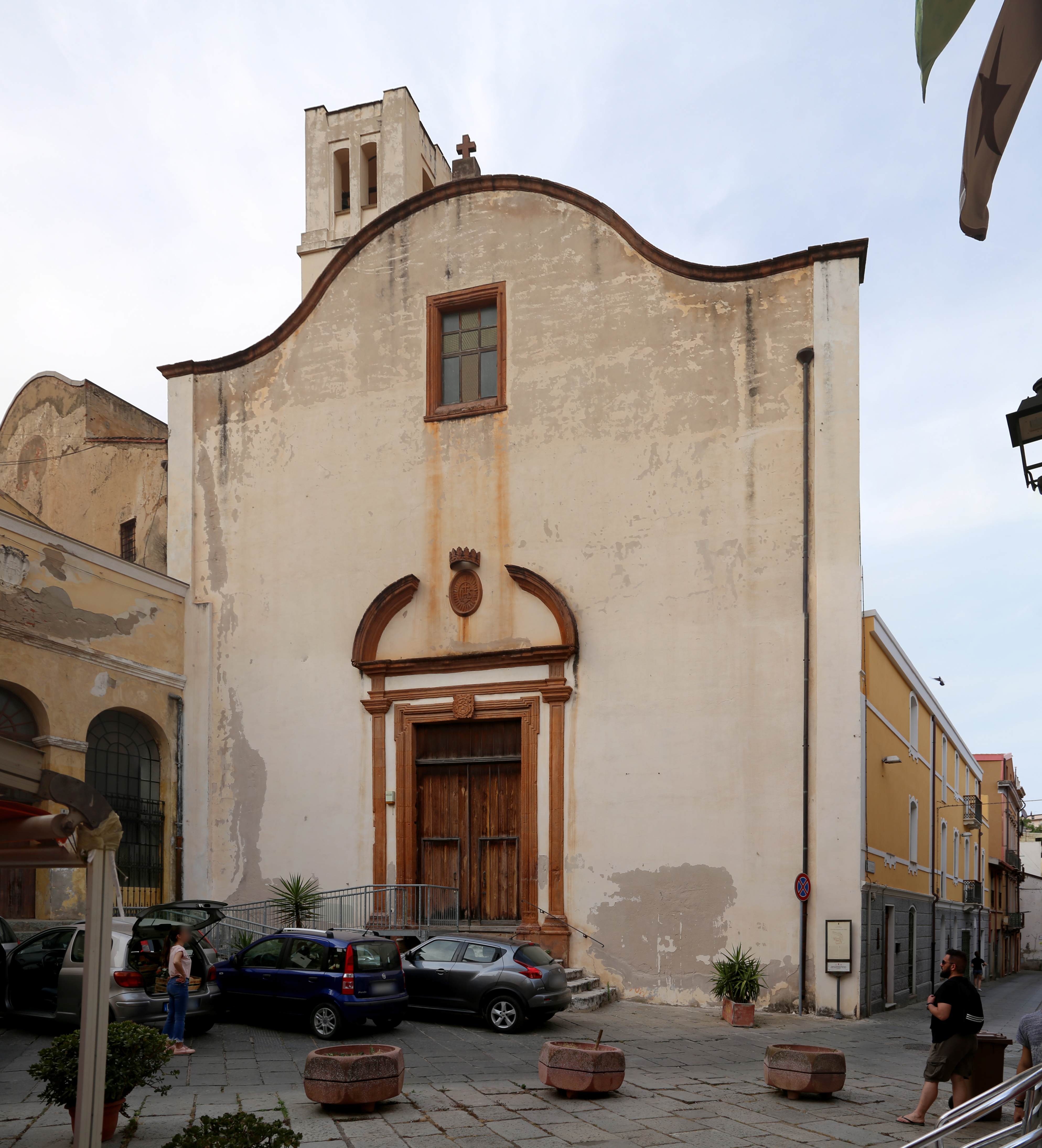
Chiesa del Collegio
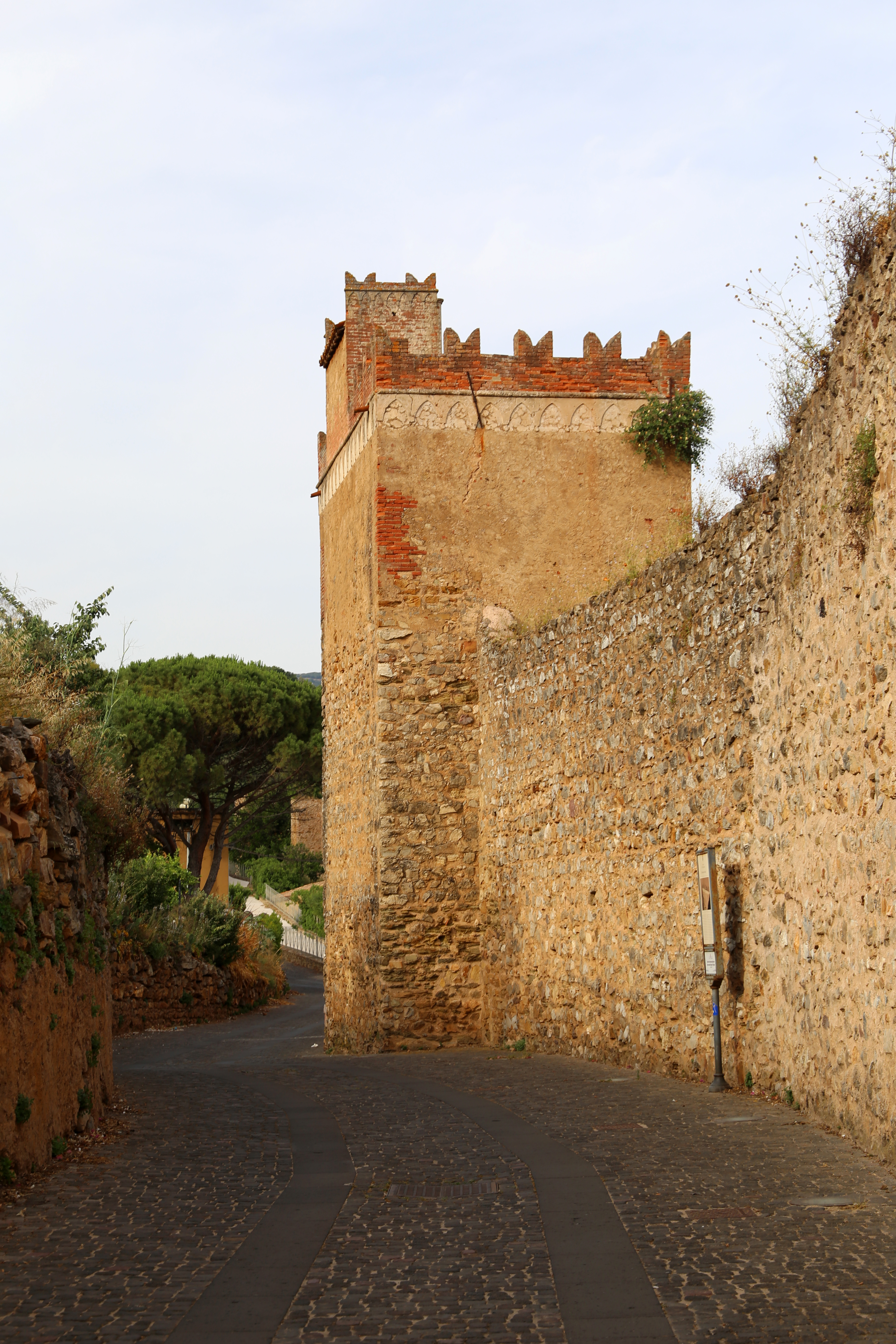
Torre muraria

Il centro storico di Iglesias, con i lunghi e ben conservati tratti dell’antica cinta muraria pisana, è caratterizzato dagli edifici di tipo spagnolo e le chiese, che offrono begli esempi di architettura gotica e romanica. Un piacevole e curioso esempio del gusto liberty è invece rappresentato dalla facciata - dipinta nel 1904 - della “Pasticceria Lamarmora” nella piazza omonima.
Nei dintorni di notevole interesse è la spiaggia di Masua con dinanzi il faraglione Pan di Zucchero, il più alto del Mediterraneo con i suoi 133 metri; Porto Flavia, suggestivo imbarco minerario scavato nella roccia a strapiombo sul mare, e gli edifici minerari ottocenteschi della laveria Lamarmora a Nebida e del borgo abbandonato Villaggio Asproni a Sedda Moddizi.

### Architetture religiose
- Chiesa di San Salvatore, X secolo
- Cattedrale di Santa Chiara, XIII secolo
- Chiesa di Nostra Signora di Valverde, XIII secolo
- Chiesa di San Francesco, XVI secolo
- Santuario della Madonna delle Grazie, XII secolo
- Chiesa del Collegio o della Purissima, XVII secolo
- Oratorio e Chiesa delle Anime Purganti, XVIII secolo
- Santuario della Beata Vergine del Buon Cammino, XVIII secolo
- Chiesa di San Domenico, XVI secolo
- Chiesa di Sant'Antonio Abate, XI secolo
- Chiesa di San Michele, XV secolo
- Chiesa di San Giuseppe, XVI secolo
- Chiesa di San Marcello, XVIII secolo (ricostruita nel XX secolo)
- Palazzo Vescovile, XVIII secolo
- Chiesa del Cuore Immacolato di Maria, XX secolo
- Chiesa di San Pietro di Serrachei, X secolo (ruderi)

### Architetture civili
- Regia scuola per Minatori (oggi Istituto Tecnico Minerario)
- Palazzina Bellavista
- Palazzina dell'Associazione Mineraria Sarda
- Vecchio Municipio
- Cimitero monumentale di Iglesias
- Palazzo Salazar[61] in piazza Municipio

### Architetture militari
- Castello di Salvaterra
- Mura e torri medioevali
- Scuola Allievi Carabinieri di Iglesias

### Siti archeologici

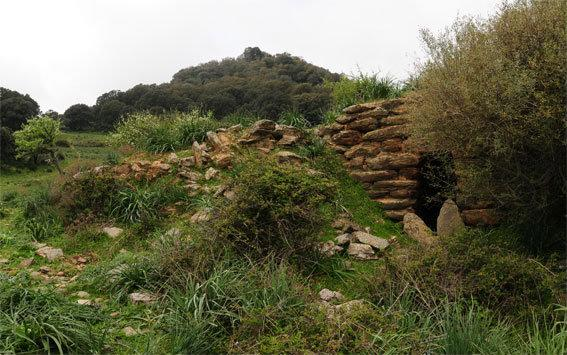
Probabile protonuraghe di Genn'e Mustazzu

L'area di Iglesias presenta un ricco patrimonio archeologico stratificato nel tempo. Si trovano sepolture prenuragiche come le domus de janas e i dolmen e  numerose grotte con frequentazioni preistoriche. La civiltà nuragica è testimoniata da nuraghi (Is Cadonis, Cuccuru Antoni Ortu, Medau Mannu, Punta Sa
Pannara, Punta Fico d'India, Nuraghe 'e Sensu, Genn'e Mustazzu), insediamenti (Roccione di Corongiu de Mari, le capanne di Monte Tintillonis ecc.), tombe dei giganti (Martiara) e templi a pozzo (Serra Abis). Epoche successive hanno lasciato tracce puniche e romane (templi, insediamenti, infrastrutture, tombe), come il tempio di Genna Cantoni l'insediamento di Travigus, il ponte del Rio Canadonica e la tomba ad arcosolio di Is Sorris Janas.
All'epoca medievale appartengono i forni pisani di Canadonica, generalmente non visibili perché sommersi dal Lago Corsi. Forni attivi in quell'area sono citati nel Breve di Villa di Chiesa.

### Altri luoghi di interesse

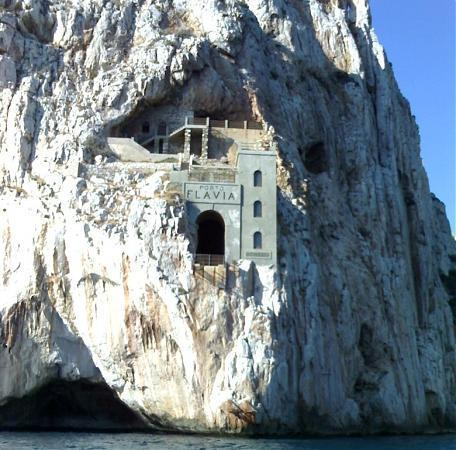
Porto Flavia

- Piazza Quintino Sella
- Piazza Lamarmora
- Piazza Municipio
- Porto Flavia (Masua)
- Laveria La Marmora (Nebida)
- Miniera di Monteponi
- Grotta di Santa Barbara (Bindua)
- Foresta di Marganai

## Società

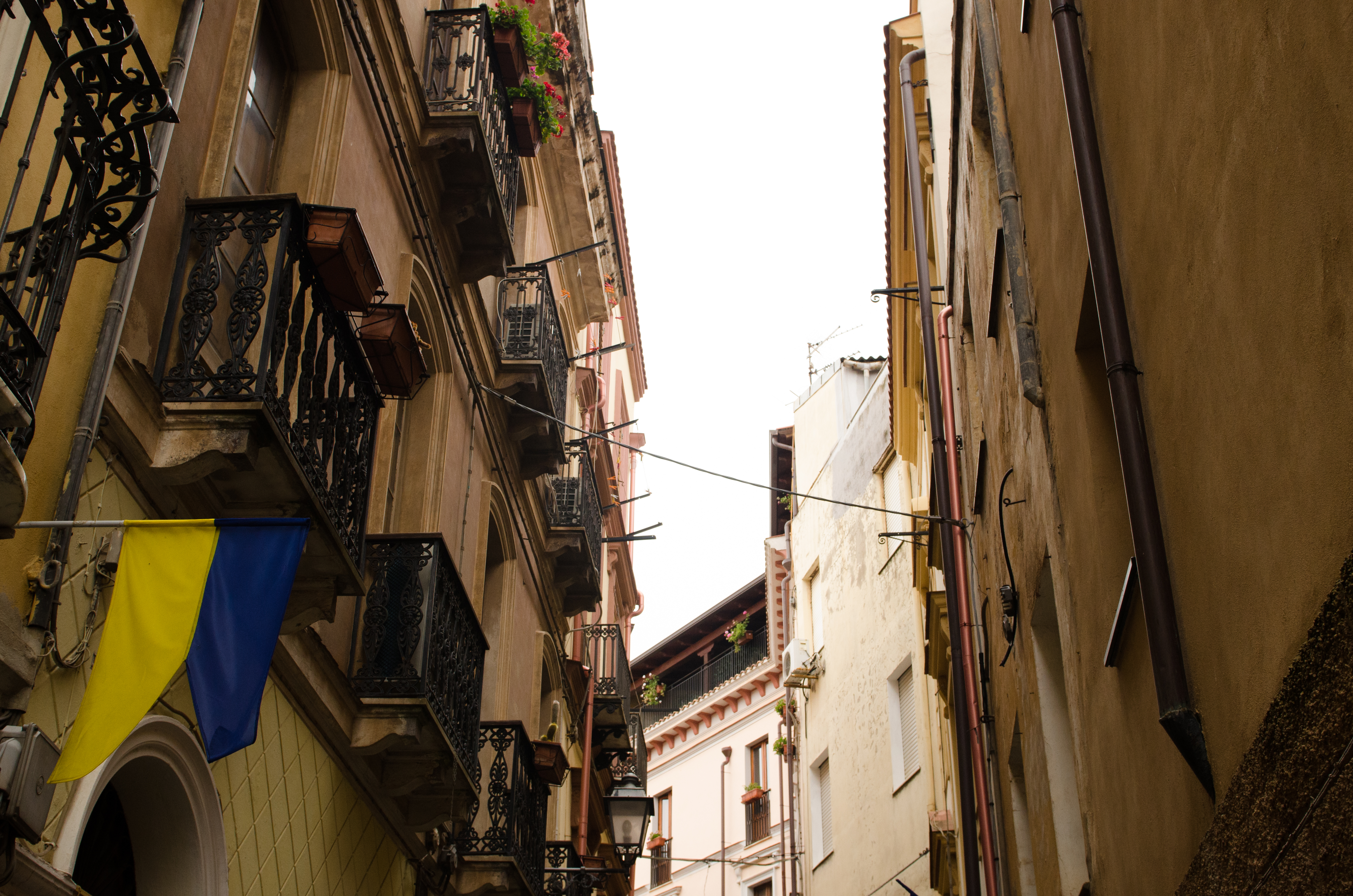
Case del centro storico

### Evoluzione demografica
Abitanti censiti

Nel comune di Iglesias è presente una folta comunità originaria di Desulo (4 000 persone circa), paese della Sardegna centrale.

### Etnie e minoranze straniere
Al 31 dicembre 2022 la popolazione straniera ammontava a 497 persone, pari all'1,98% della popolazione totale.

### Lingue e dialetti
Accanto alla lingua italiana, vi si parla una variante del sardo, il campidanese comune.

### Tradizioni e folclore

#### Riti della Settimana Santa

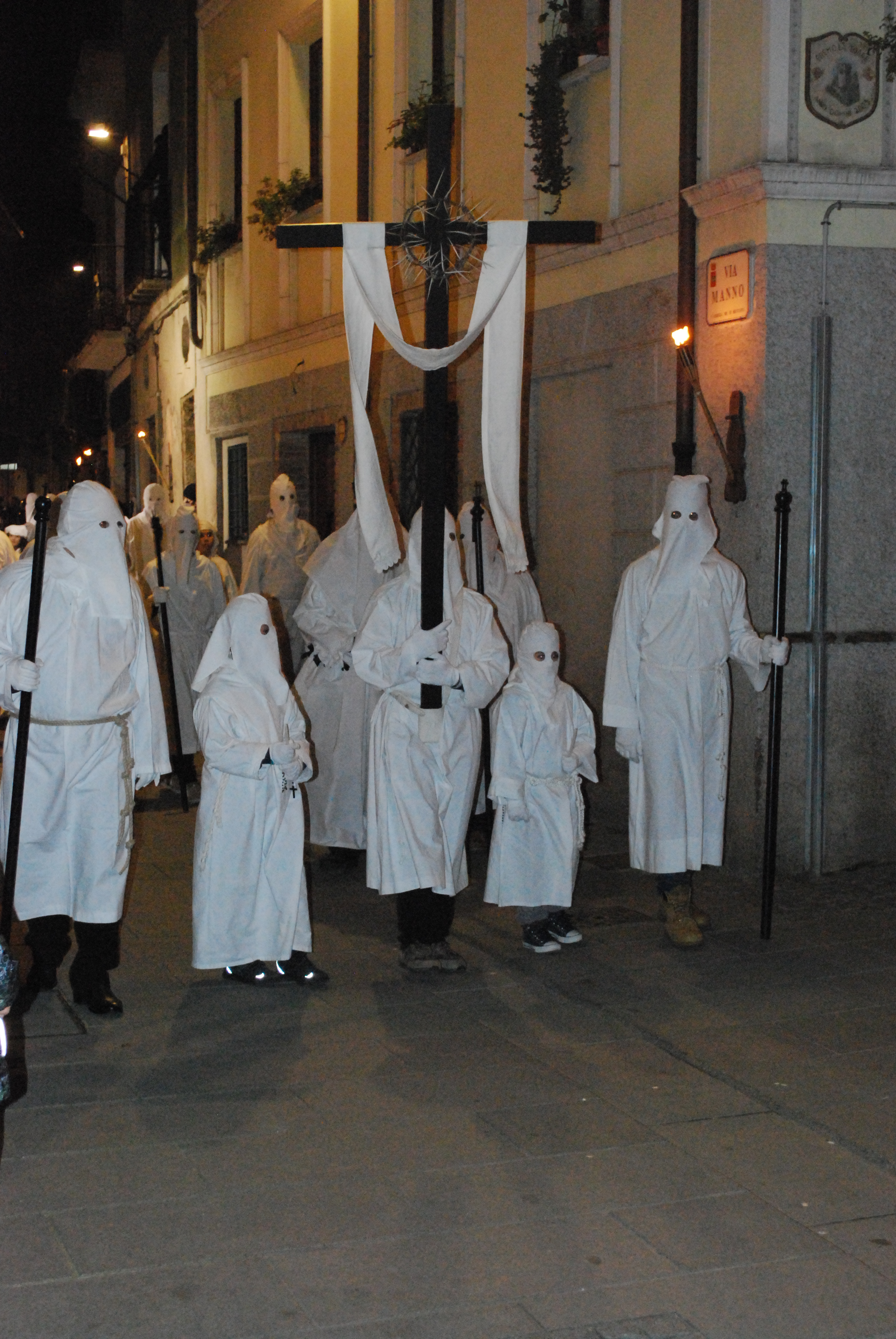
Baballottis in processione

Particolarmente suggestivi risultano essere ad Iglesias i riti della settimana di Pasqua organizzati dalla antica Arciconfraternita della Vergine della pietà del Santo Monte. 
Il martedì santo si svolge la processione detta "dei misteri" vengono infatti portati sette simulacri che ricordano la passione di Cristo, essi rappresentano Gesù che prega nell'orto degli ulivi, la sua cattura, la flagellazione, l'Ecce Homo, la salita verso il Calvario, la Crocifissione e la Maria Addolorata. Le statue sono portate a spalla dai "Baballottis" tipica figura dei riti Iglesienti.
Il mercoledì santo si procede alla benedizione e distribuzione ai fedeli dei rami di ulivo che adornavano la statua di Gesù che pregava nelle processione dei misteri. Il giovedì santo a sera il Santissimo Sacramento viene solennemente esposto. È solito visitare queste cappelle dette delle Reposizione. 
A questa processione partecipano adulti e bambini con il tradizionale abito da "baballotti": quest'abito ricorda quello degli antichi flagellanti che sin dal XIII secolo caratterizzavano con la loro presenza i principali momenti di fede della città. Rigorosamente incappucciati, come d'altra parte i Germani del Santo Monte, sfilano per i selciati della città vecchia in religioso raccoglimento, scortando il simulacro della Vergine Addolorata. Il tamburo e le matraccas avvisano e scandiscono lo snodarsi del corteo.
Il venerdì Santo è sicuramente il giorno più suggestivo della settimana santa, al mattino si svolge la processione del Monte: il quartiere alto de "Sa Costera" fa da palcoscenico a questa processione. La "Via Dolorosa" ha come protagonisti il simulacro di Gesù con la croce e quello dell'Addolorata che l'accompagna.
Il corteo processionale simile a quello del giorno precedente: matracconis, tamburo, croce dei l'Arciconfraternita, Baballottis, Confraternita del Santissimo Sacramento, Cristo che porta la Croce, i Germani del santo Monte che precedono, come in tutte le processioni scortandola, la statua della loro titolare, la Vergine della Pietà. I piccoli Baballottis portano oltre la matracca, una piccola croce
Nel pomeriggio, alle 15, i Germani (confratelli del Santo Monte) provvedono in strettissimo riserbo alla deposizione del crocifisso e poi iniziano i lunghi preparativi per la processione detta del "descenso" che inizia in tarda serata nelle vie del centro storico. La prima parte del corteo è simile a quello del giorno precedente: matracconis, tamburo, croce dei l'Arciconfraternita, bambini in abito da baballotti, Banda musicale, Confraternita del Santissimo Sacramento. La seconda parte del corteo invece inizia con la presenza de "Is Vexillas" (due stendardi) raffiguranti gli strumenti e i personaggi della Passione di Cristo, poi è il turno di San Giovanni e la Maddalena due bambini vestiti con abiti di foggia orientaleggiante accompagnati dagli Obrieri del Descenso che sono i due Germani responsabili della deposizione del Crocifisso e dei dettagli organizzativi di questa processione, poi passano "Is Varonis" che rappresentano le figure di Giuseppe di Arimatea e Nicodemo accompagnati da due servi, poi è la volta del baldacchino con il Gesù morto portato a spalle dai baballotti, la statua è a grandezza naturale opera artistica del XVII secolo. Dietro il baldacchino con Gesù senza vita, sfilano i Germani (confratelli del Santo Monte) che precedono la statua dell'Addolorata, infine dietro la statua della Vergine viene portata a spalla dai volontari una grande e pesante croce lignea.

#### Festa di Sancta Maria di Mezo di Gosto

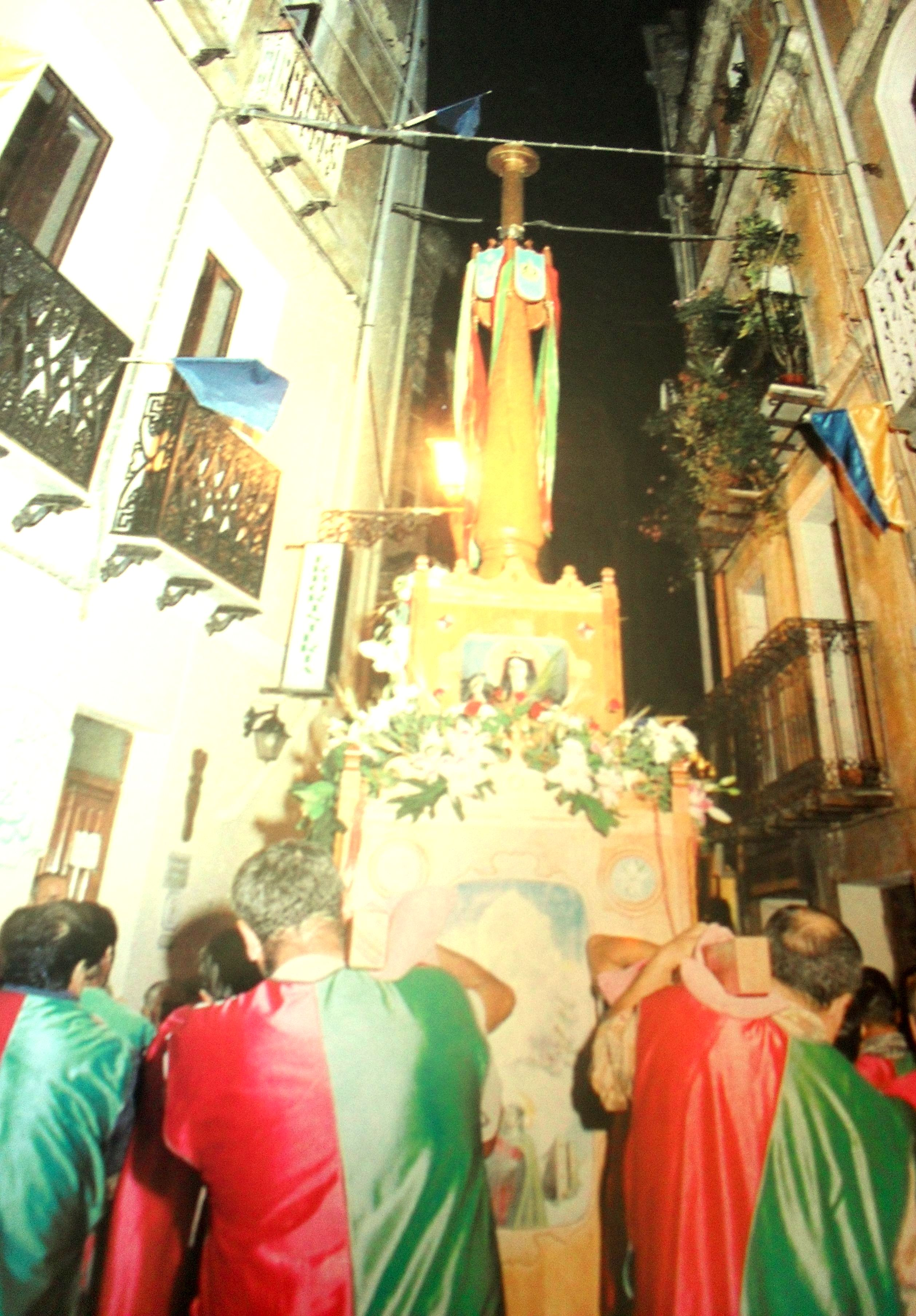
Gremio dei lavoratori e artigiani di Iglesias

La Festa di Sancta Maria di Mezo Gosto, conosciuta in città come Processione dei Candelieri in onore dell'Assunta, è una manifestazione storica di carattere religioso di origine medievale, riconducibile probabilmente al periodo di dominazione pisana della città, anche se non sono da escludere influenze più antiche. Tale evento si svolge il 15 agosto nelle vie del centro storico iglesiente, che per l'occasione si trasforma, mostrando la fortissima devozione dei suoi abitanti in onore della Vergine Assunta. La suddetta processione è ampiamente documentata nel Breve di Villa di Chiesa, che descrive nei minimi particolari il numero e il gremio o quartiere di appartenenza dei Candelieri, e quali personalità civili prendevano parte in maniera ufficiale alla processione.
I Candelieri sono delle grandi macchine votive alte 4 metri e hanno bisogno di 16-20 persone per essere trasportati. Attualmente essi sono 8 e sono così suddivisi: Università di Villa, Gremio della Montagna, Gremio dei Vinajuoli, Gremio dei Lavoratori-Artigiani, Quartiere di Santa Chiara, Quartiere di Mezo, Quartiere di Fontana, Quartiere di Castello.

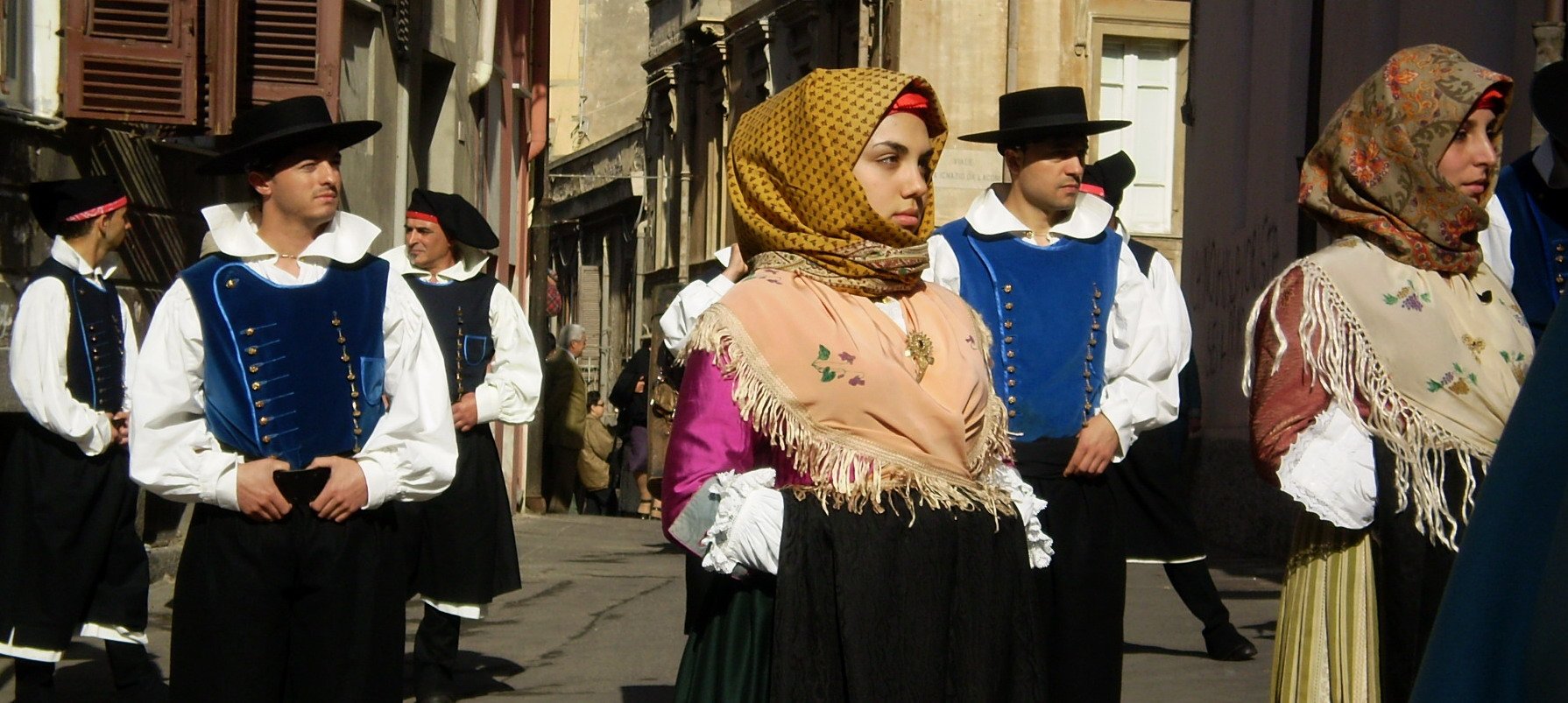
Abiti tradizionali di Iglesias alla processione di Sant'Efisio

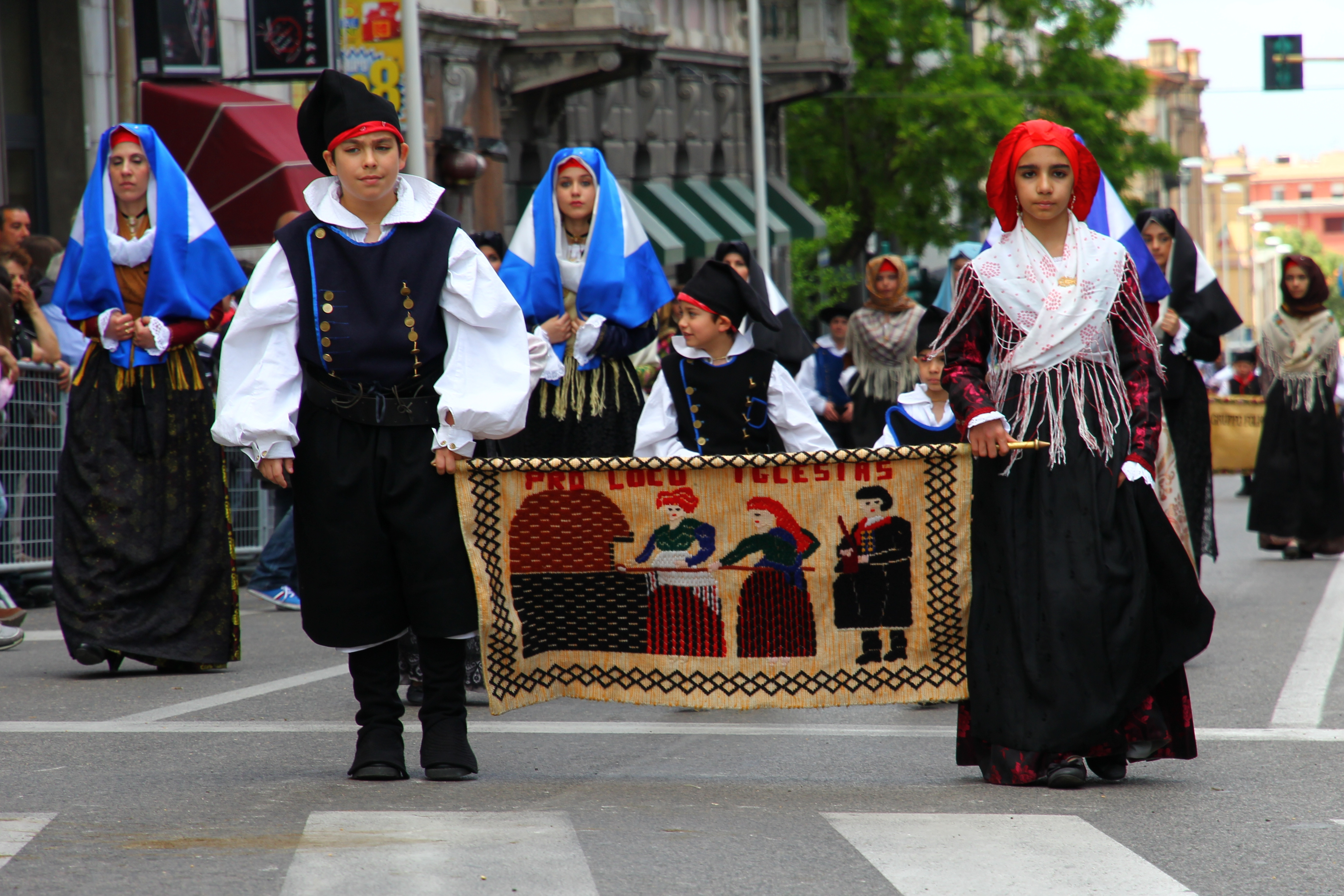
La sfilata alla Cavalcata sarda

#### Costumi tradizionali
I costumi tipici di Iglesias sono influenzati dai costumi spagnoli. Gli abiti tradizionali femminili sono: la "Nostrada", con la "mantiglia" di seta bianca e celeste e la "Massaia", con la mantelletta di panno e la gonna rossa, plissettata. L'abito maschile tipico è di orbace nero accompagnato talvolta, durante le cerimonie, da un giubbetto di panno o velluto azzurro, indossato in passato dai più abbienti. Fra i copricapi utilizzati dagli uomini particolare interesse desta il cappello nero a falda larga somigliante agli analoghi copricapi spagnoli.

### Istituzioni, enti e associazioni
Iglesias ospita una sede dell'ex provincia di Carbonia-Iglesias, i cui compiti sono stati rilevati da quella del Sud Sardegna. Inoltre nella città ha sede l'IGEA, la società di proprietà della Regione Autonoma della Sardegna che gestisce il parco geominerario storico ed ambientale della Sardegna.
Due i nosocomi presenti nel centro iglesiente, l'ospedale Santa Barbara ed il Centro Traumatologico Ortopedico (CTO). Un terzo ospedale, intitolato ai fratelli Crobu, è stato invece chiuso negli anni duemila e da allora è impiegato a fini ambulatoriali.

## Cultura

### Biblioteche
A Iglesias è presente una biblioteca comunale intitolata a Nicolò Canelles, vescovo nato ad Iglesias e fondatore della prima tipografia in Sardegna.

### Scuole

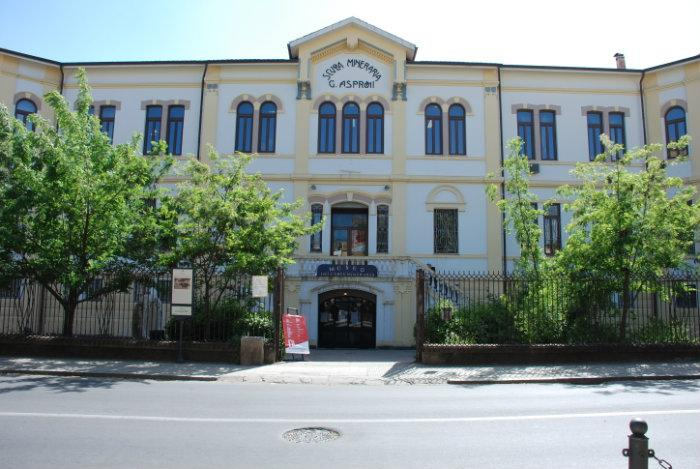
I.I.S.S. IT Minerario "G. Asproni"

Tra la città e le sue frazioni sono presenti 12 scuole dell'infanzia, 6 scuole primarie, 3 scuole secondarie di primo grado e 15 scuole secondarie di secondo grado.

### Università
Nella frazione di Monteponi è ospitata una sede universitaria distaccata dell'Università di Cagliari, attiva al 2013 nel campo della formazione post lauream ed in passato con corsi di laurea attivati in loco o in videoconferenza.

### Musei
- Museo dell'Arte Mineraria: sito al pianterreno dell'Istituto Tecnico Minerario, offre uno spaccato della vita mineraria in Sardegna. Ospita varie macchine in uso nelle miniere già dalla fine del XIX secolo, oltre a circa 400 m. di gallerie che, nate come laboratorio didattico per gli studenti, divennero rifugio antiaereo durante la II Guerra Mondiale[71].
- Museo Mineralogico: sito all'interno Istituto Tecnico Minerario, venne istituito, per Regio Decreto, nel 1871 contestualmente alla scuola. Ospitato in due ampi saloni custodisce al suo interno numerosissimi minerali (provenienti da tutto il mondo) e fossili. Propone inoltre antichi strumenti da lavoro minerario di epoca punica, romana, pisana e aragonese. A questi sono affiancati modelli in scala di macchine da miniera.
- Museo Diocesano: ospitato nel seminterrato della cattedrale: tre stanze seicentesche raccontano la storia della chiesa attraverso arte e documenti. È l'unico in Italia con una sezione dedicata all'architettura[72].

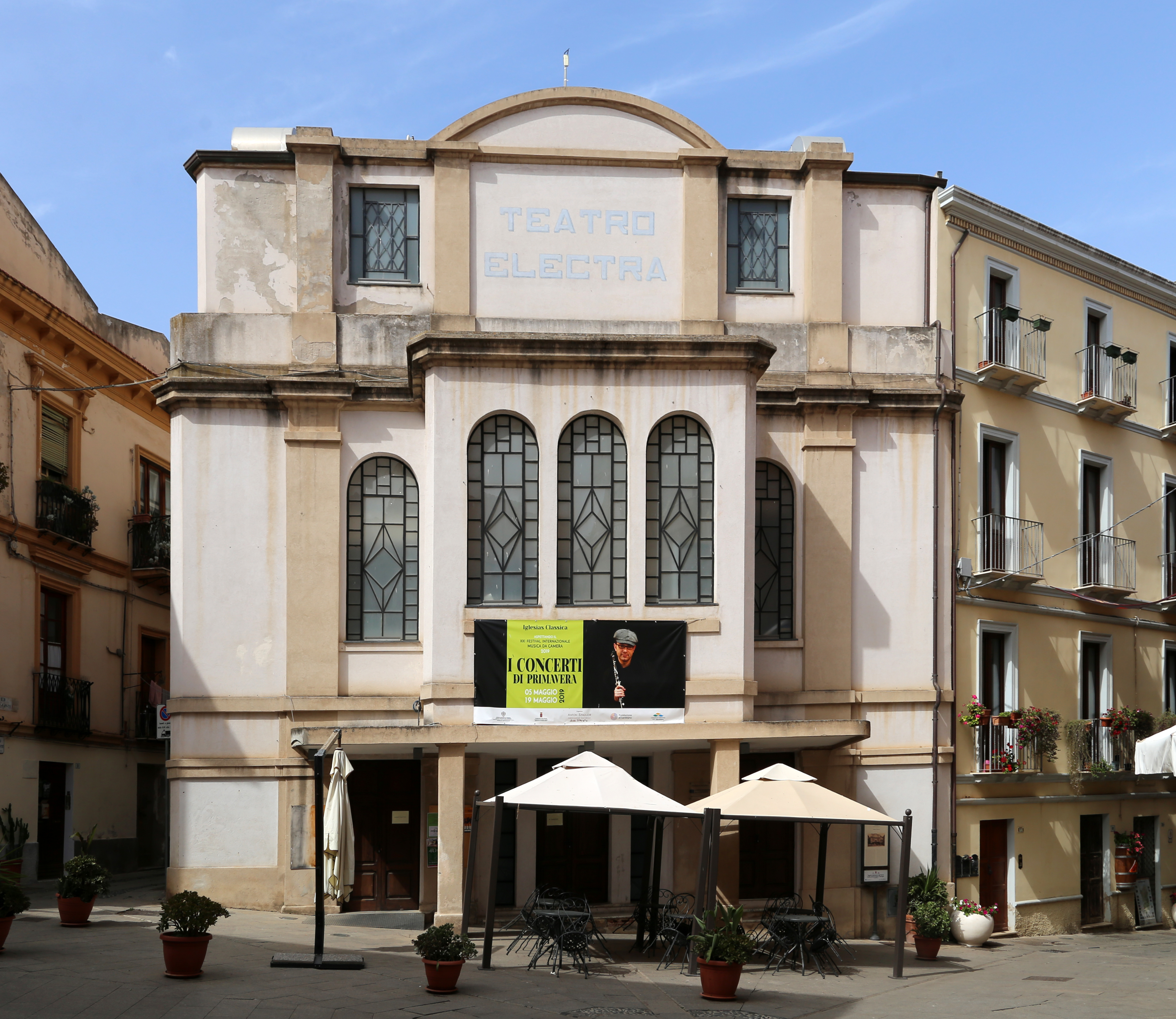
Teatro Electra

### Teatro
Presente in città il teatro Electra, utilizzato per opere liriche e concerti.

### Cinema
Ad Iglesias si svolge il Concorso nazionale di cinematografia Villa di Chiesa. Promosso dallo storico cineclub di Iglesias affiliato alla Federazione italiana dei cineclub (FEDIC), il concorso è nato nel 1969.
Dal 1999 il Centro Iniziative Culturali ARCI, insieme alla Cineteca Sarda e alla Società Umanitaria, organizza il Festival del Cinema del Mediterraneo.
A Iglesias furono girate diverse scene del film Ancient Warriors del 2003.

### Eventi

#### Corteo storico medioevale

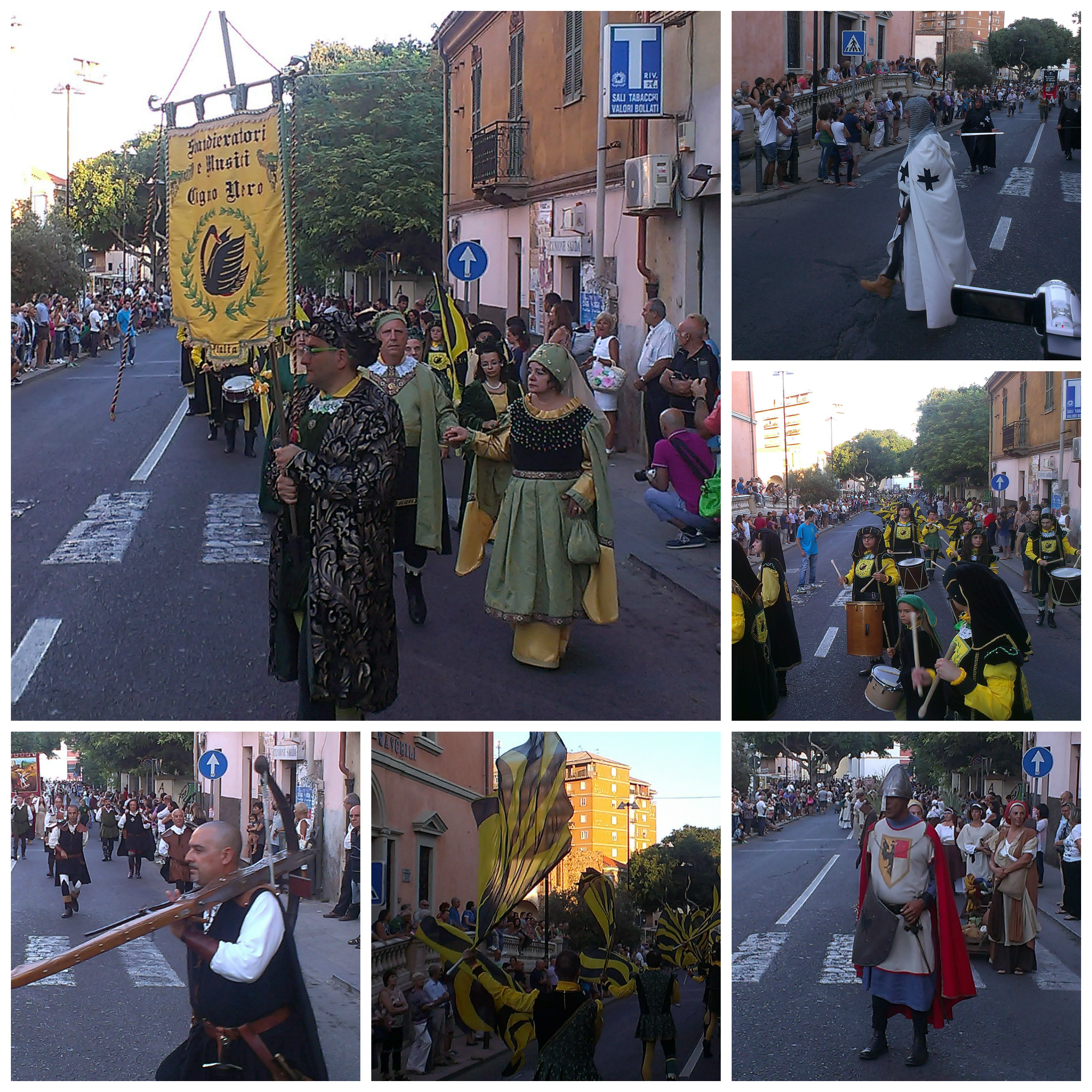
Immagini del corteo del 2014

Tra le varie manifestazioni che si svolgono ad Iglesias una delle più importanti è senza dubbio rappresentata dal "Corteo storico medioevale" che si svolge per le strade del centro storico della cittadina mineraria il 13 di agosto. Il corteo è un evento molto particolare e suggestivo soprattutto per la bellezza degli indumenti tipici medioevali che vengono indossati da circa 500 figuranti che appartengono ai quattro Quartieri Storici della città di Iglesias (Castello, Santa Chiara, Fontana e il Quartiere di Mezo) ed alle associazioni, corporazioni e gruppi storici cittadini e di altri sodalizi soprattutto di alcuni comuni toscani tra cui Pisa.
Il corteo medioevale nato nel 1995, fu organizzato dal quartiere Castello. Il corteo si ispira all'amministrazione pisana in Villa di Chiesa (Iglesias secoli XIII-XIV) e propone attraverso la ricostruzione dei costumi, la borghesia toscana che viveva in città.

## Geografia antropica

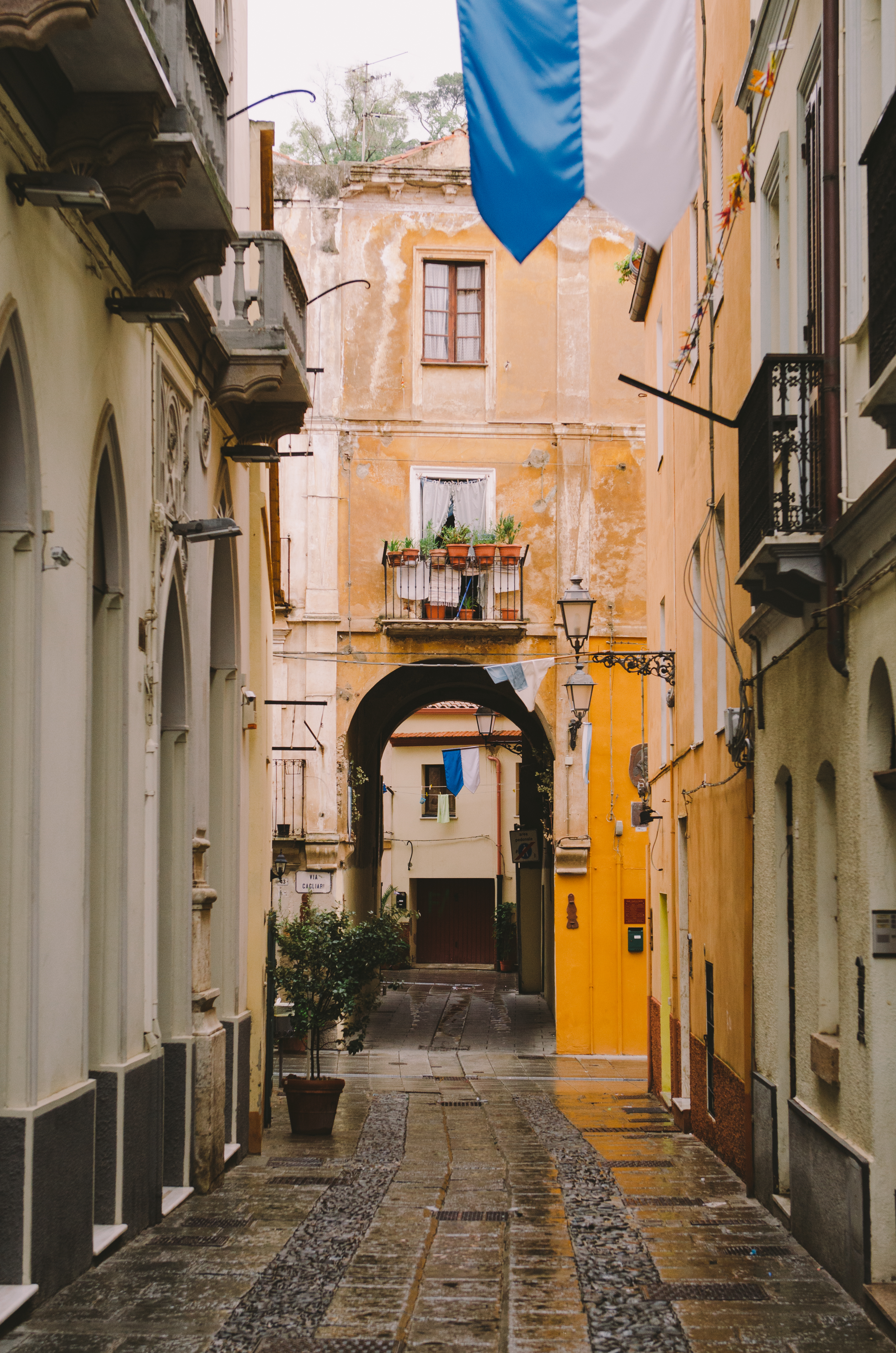
Quartiere del centro storico

### Suddivisioni storiche
Oltre ai quattro quartieri storici che formano il centro medioevale della città che sono: Fontana, Castello, Santa Chiara e Mezo, vi sono altri rioni che si sono sviluppati con la moderna espansione della città. Tra questi i più importanti sono: Campo Romano, Col di lana, Is Arruastas, Monte Figus, Monteponi, Palmari, Sant'Antonio, Valverde, Serra Perdosa, Vergine Maria, e la località Villamarini.
Il territorio comunale comprende anche l'isola amministrativa di San Marco, avente una superficie di 17,48 km².

### Frazioni
Il comune comprende anche le frazioni e località di Acquaresi, Barega, Bindua, Corongiu, Masua, Monte Agruxiau, Nebida, San Benedetto, San Giovanni Miniera, San Marco (isola amministrativa), Seddas Moddizis, Tanì.

## Economia

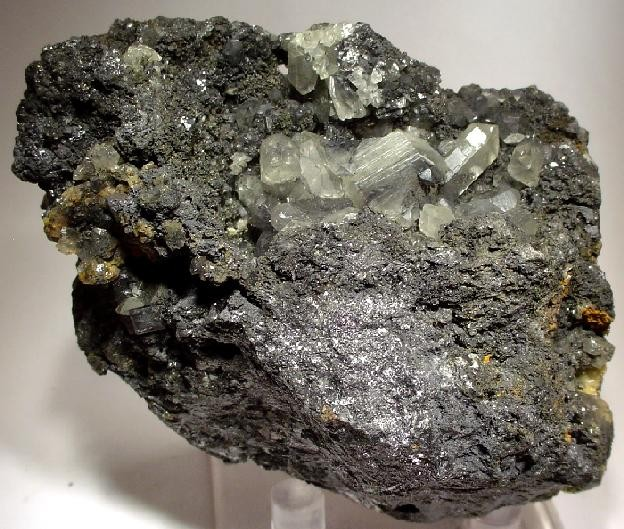
Anglesite su galena da Monteponi

### Le miniere
Iglesias nel corso della sua storia conobbe alti e bassi a causa dell'economia quasi esclusivamente legata alle risorse minerarie. 

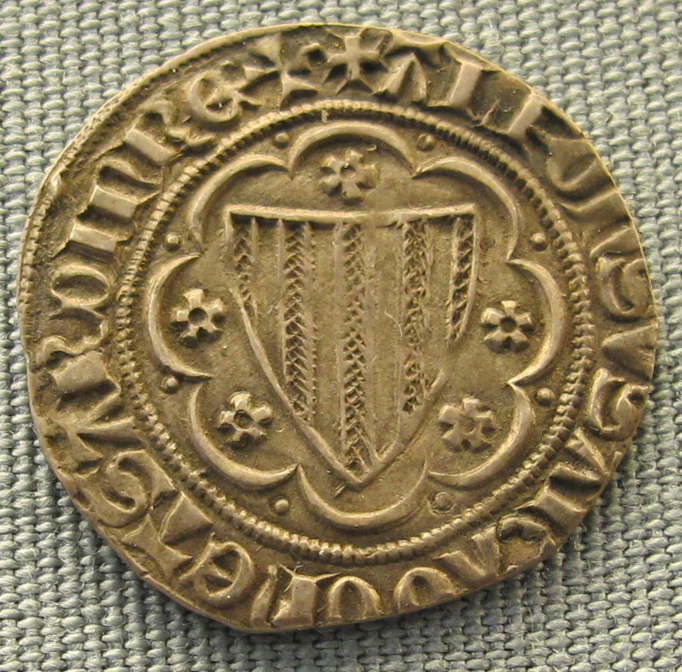
Alfonsino

I momenti di maggior splendore vanno ricercati durante le già citate dominazioni pisana e aragonese (testimonianza di ciò la presenza di una zecca propria nella quale vennero coniate monete come il tornese, durante il governo di Guelfo della Gherardesca, l'aquilino in mistura d'argento nel periodo pisano e successivamente l'alfonsino nel periodo aragonese).

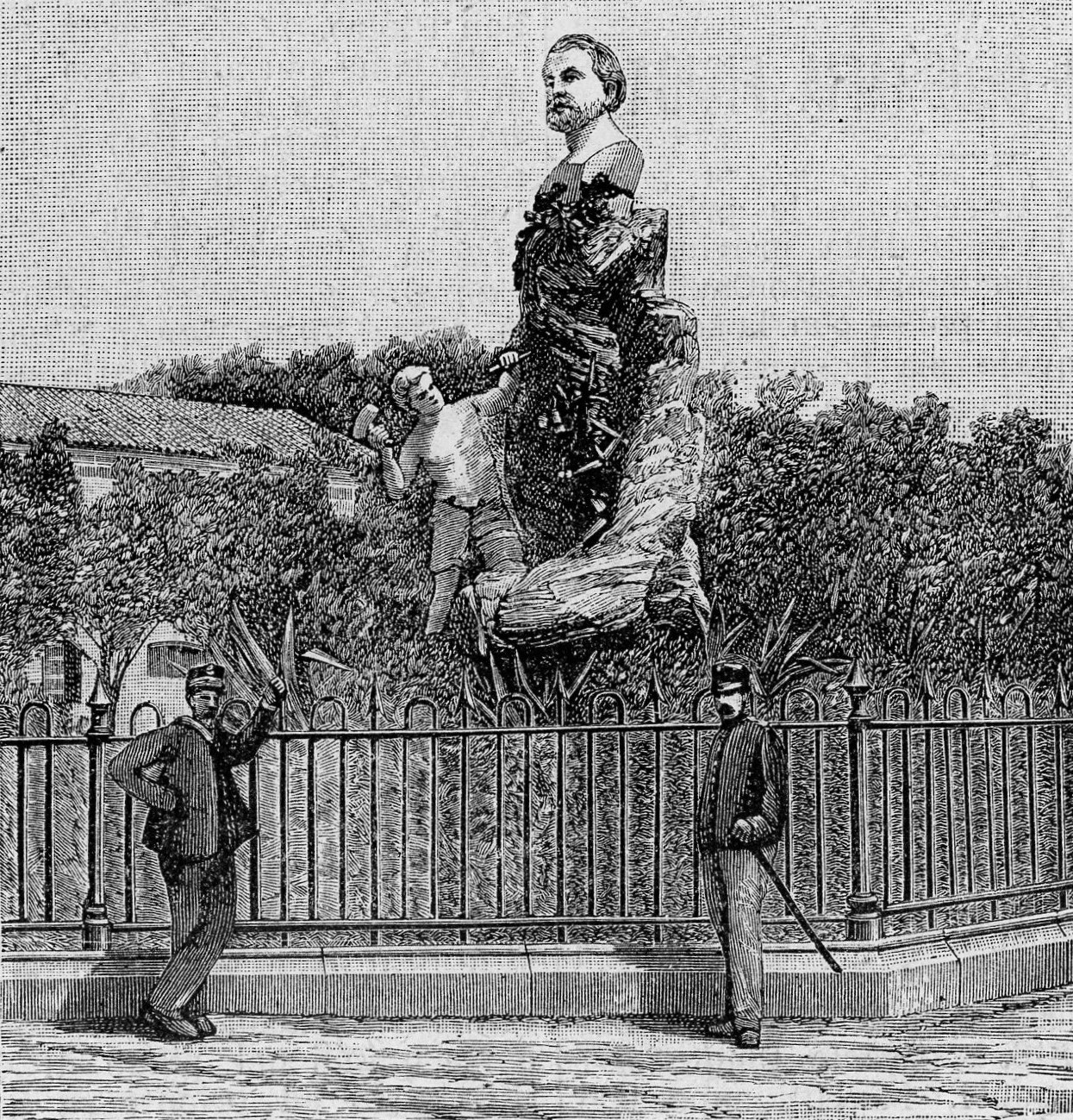
Monumento a Quintino Sella, opera di Giuseppe Sartorio, nell'omonima piazza (xilografia 1891)

Durante il dominio sabaudo, alla meta del XIX secolo, dopo secoli di semi-inattività le miniere furono rimesse a regime e sul finire del secolo il Ministro delle Finanze Quintino Sella caldeggiò l'istituzione di una scuola per capominatori, e si meritò gloria imperitura con un monumento nella piazza principale della città. Nel 1871 inoltre Iglesias sostituì Cagliari come sede del distretto minerario della Sardegna. È da precisare che durante lo sfruttamento delle sue miniere per esigenze scavatorie e di trasporto dei minerali nelle gallerie, gli ingegneri del tempo ricorsero ad un'importante invenzione (l'escavatore mobile su ruote gommate, a doppia trazione e a sterzo mobile e a pala o a cucchiaio) che si diffuse poi in tutto il mondo (in seguito alla cessione del brevetto ad una società scandinava, la Atlas Copco, che la commercia ancora oggi), nota come l'autopala Montevecchio.

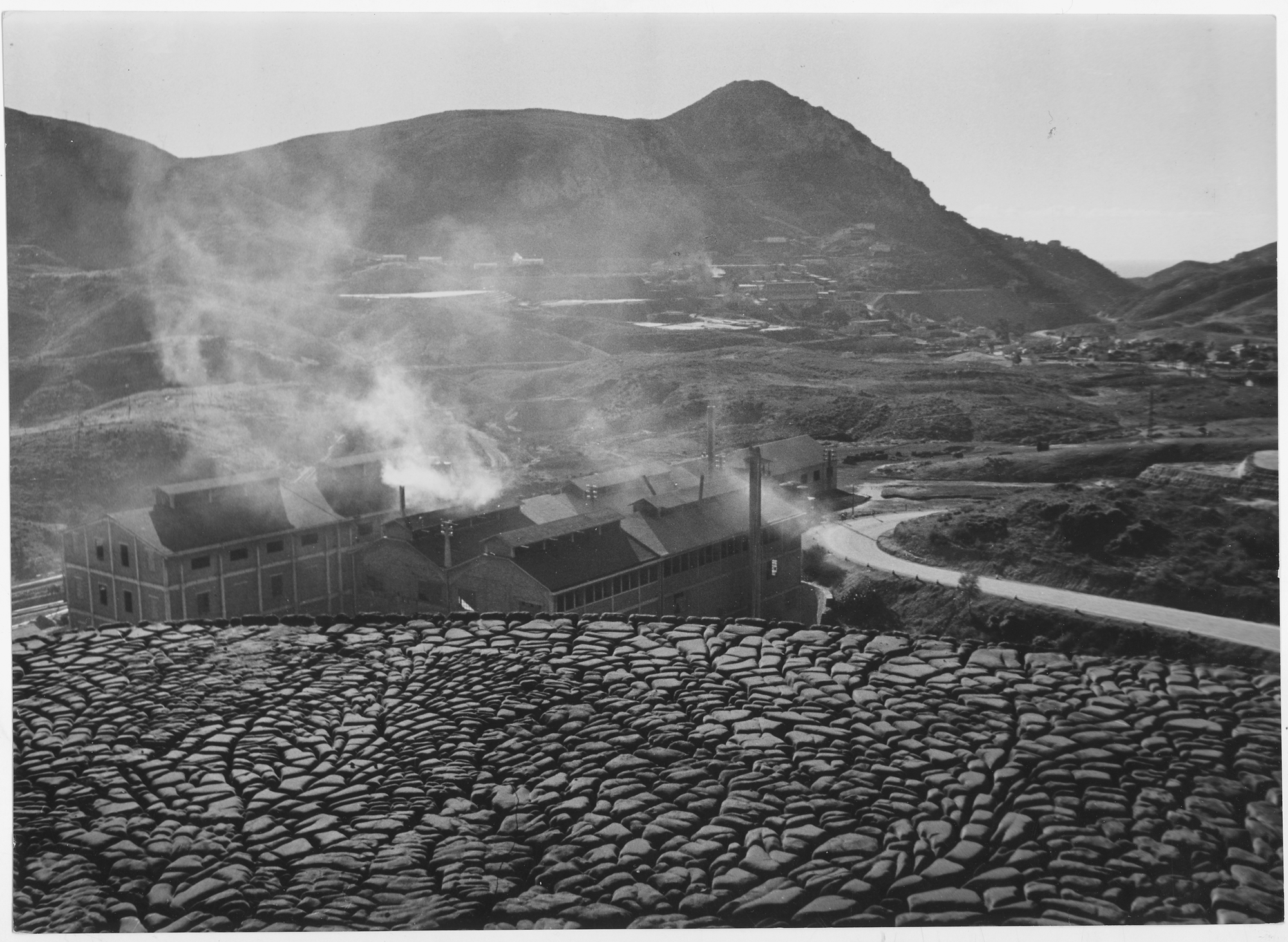
Miniera di Monteponi in attività

Nel XXI secolo, terminata l'attività estrattiva (pochissime miniere continuano a sopravvivere), Iglesias cerca di convertirsi a città turistica sfruttando le attrazioni di epoca medievale. Per raggiungere questo scopo sono nate diverse iniziative come il corteo medievale, il torneo dei balestrieri, la partita degli scacchi viventi ecc.

#### Siti minerari

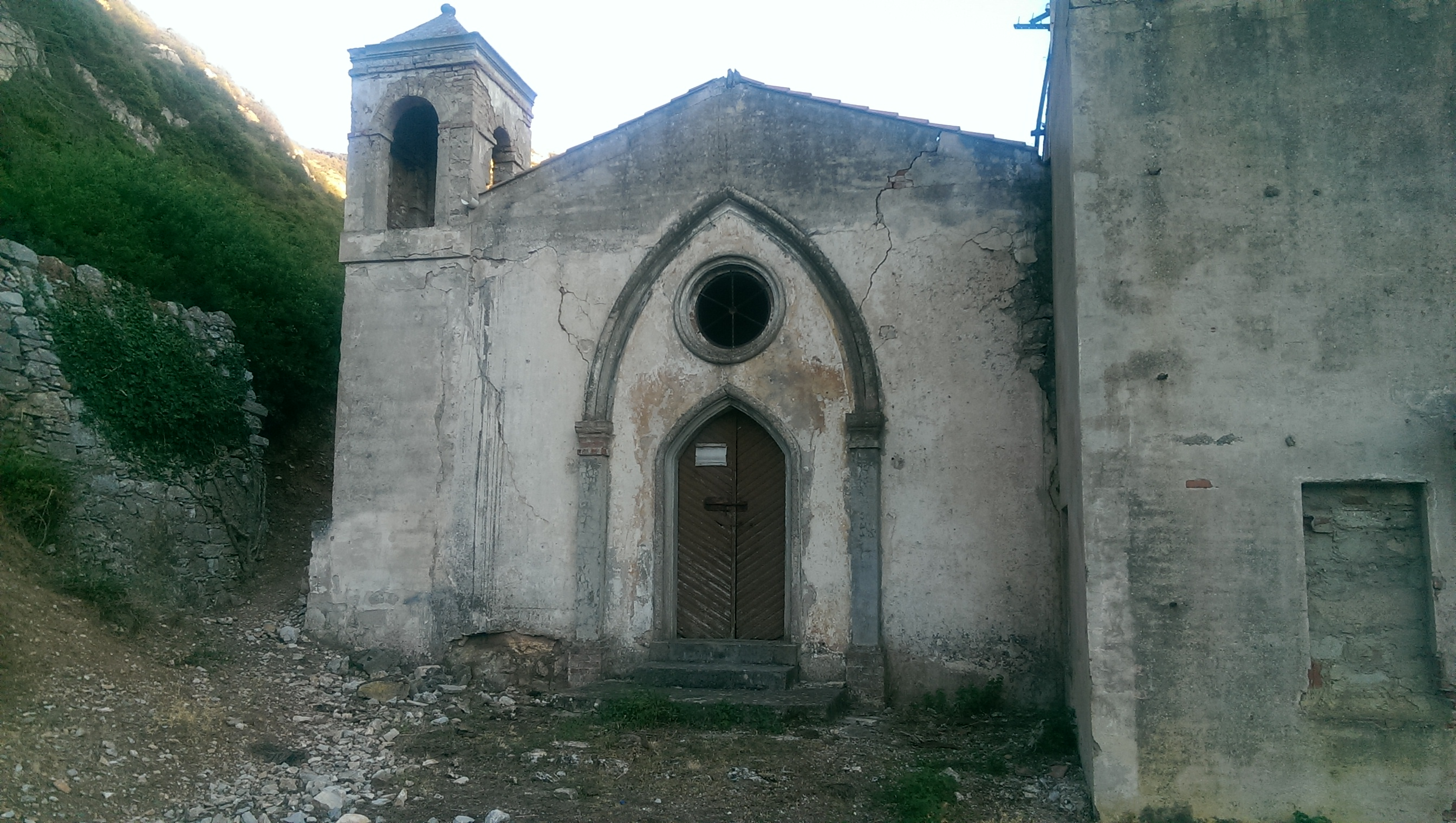
Miniera di Acquaresi, chiesetta di Sant'Antonio

L'area di Iglesias e in generale dell'Iglesiente è particolarmente ricca di miniere e di aspetti legati alla loro millenaria attività.
Le miniere più importanti sono insediate nel cosiddetto “anello metallifero dell'Iglesiente”, dove le mineralizzazioni di piombo, argento e zinco sono insediate nelle formazioni geologiche carbonatiche che, con oltre 500 milioni di anni di età, sono le più antiche rocce d'Italia datate paleontologicamente. Notevolissime sono anche le testimonianze dell'attività estrattiva nel periodo medievale di cui la stessa città di Iglesias ne è espressione.
Nel territorio comunale di Iglesias sono presenti le seguenti miniere dismesse:
- Miniera di Acquaresi.
- Miniera di Baueddu.
- Miniera di Cabitza.
- Miniera di Campo Pisano.
- Miniera di Cruccueu - Su Salixi Nieddu.
- Miniera di Fontanamare o Funtanamare.
- Miniera di Genna Luas.
- Miniera di Genna Rutta (Genna Arrutta).
- Miniera di Macciurru.
- Miniera di Malacalzetta.
- Miniera di Marganai.
- Miniera di Masua - Porto Flavia.

- Miniera di monte Agruxiau.
- Miniera di Montecani.
- Miniera di Monteponi.
- Miniera di monte Scorra e Pitzu Luas.
- Miniera di Nebida.
- Miniera di Pala Is Luas e Coremò.
- Miniera di Reigraxius.
- Miniera di San Benedetto. Concessioni minerarie di questa miniera: Pala de Is Luas e Sedda Mucciui.
- Miniera di San Giorgio.
- Miniera di San Giovanni.

## Infrastrutture e trasporti

### Strade
Iglesias è raggiunta dalle seguenti strade:
- la Statale 126, che permette il collegamento con Gonnesa e con Carbonia ed il resto del Sulcis in direzione sud e con Fluminimaggiore, Guspini, vari comuni del Campidano e con la Statale 131 in direzione nord.
- la Statale 130, realizzata a 4 corsie, che permette il collegamento di Iglesias con Domusnovas, Musei e Siliqua, nonché con Cagliari e col suo hinterland.
- la Provinciale 85 che collega Iglesias a Terraseo, nel comune di Narcao, e con la Provinciale 2 per Villamassargia, Carbonia e Portoscuso.
- la Provinciale 86 per Villamassargia.

### Ferrovie

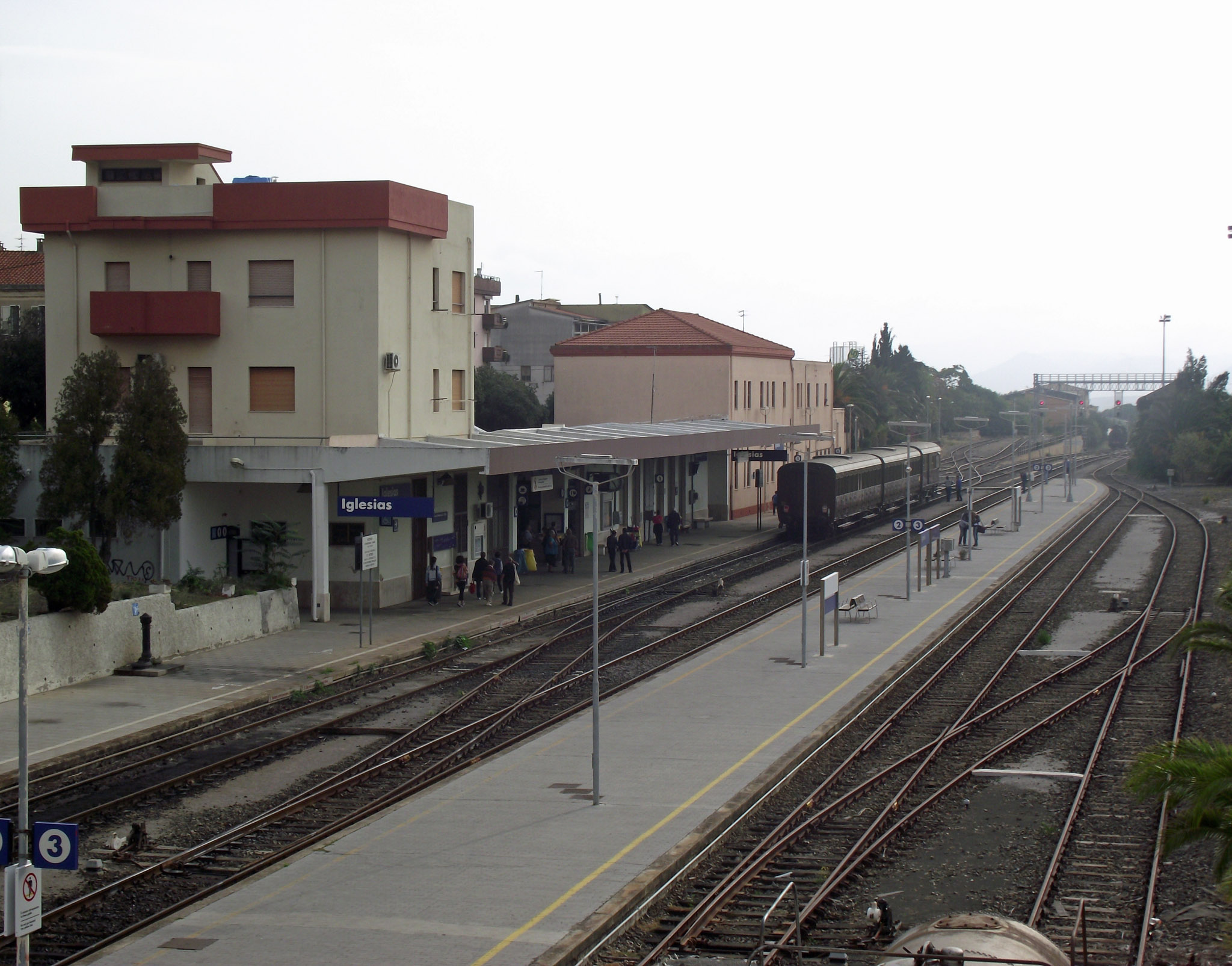
Vista della stazione di Iglesias da via XX Settembre

Iglesias è raggiunta dalla ferrovia Decimomannu-Iglesias del gruppo Ferrovie dello Stato, linea attiva dal 1872, che permette il collegamento con Decimomannu e da qui verso Cagliari. Il capoluogo regionale dista circa 55 km da Iglesias ed i tempi di percorrenza di questa relazione oscillano tra i 45 ed i 60 minuti.
La stazione ferroviaria di Iglesias è situata nella via Garibaldi, ed è il capolinea occidentale della ferrovia.

Sino al 1969 Iglesias era dotata di una seconda stazione ferroviaria, capolinea della San Giovanni Suergiu-Iglesias delle Ferrovie Meridionali Sarde, che permetteva di raggiungere in treno dalla città alcune delle sue frazioni minerarie (Monteponi, Bindua), Gonnesa, Carbonia, San Giovanni Suergiu e i comuni dell'isola di Sant'Antioco. Tali collegamenti sono oggi espletati con autocorse.

### Autolinee
Il servizio di autolinee extraurbane è espletato dall'ARST, le cui corse permettono il collegamento col resto del territorio del Sulcis-Iglesiente, con Cagliari e con il Guspinese. Iglesias ospita una delle 8 sedi territoriali della società (con annesse officine e deposito), nell'area già sede sino al 2008 delle Ferrovie Meridionali Sarde.

### Mobilità urbana
Il trasporto urbano ad Iglesias è sempre gestito dall'ARST, che esercita tre autolinee:
1. Piazza Cavallera - Bindua
2. San Benedetto - Corongiu
3. San Benedetto - Barega.

I mezzi utilizzati sono Mercedes-Benz Sprinter City , Irisbus Europolis,Iveco Cityclass e Karsan Star.

## Amministrazione

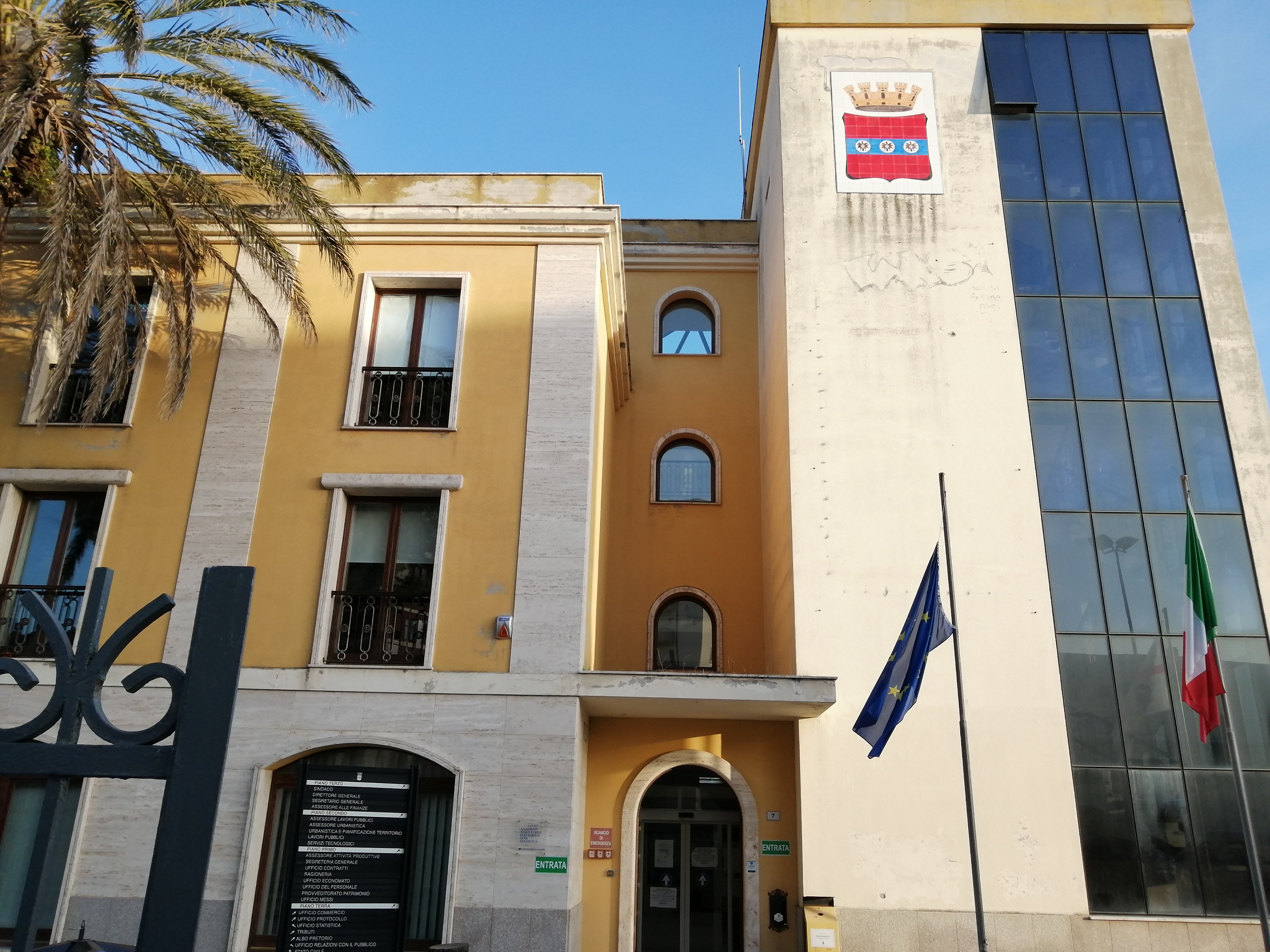
Municipio di Iglesias

| Periodo          | Periodo          | Primo cittadino          | Partito             | Carica                    | Note |
| ---------------- | ---------------- | ------------------------ | ------------------- | ------------------------- | ---- |
| 1943             | 1949             | Carlo Meloni             | PSDI                | Sindaco                   |      |
| 1949             | 1952             | Ruggero Pintus           | PSI                 | Sindaco                   |      |
| 1952             | 1952             | Antonio Isola            |                     | Commissario prefettizio   |      |
| 1952             | 1956             | Giuseppe Tocco           | PSI                 | Sindaco                   |      |
| 1956             | 1956             | Onofrio Galletto         |                     | Commissario prefettizio   |      |
| 1956             | 1957             | Enrico Parodi            |                     | Commissario straordinario |      |
| 1957             | 1958             | Giuseppe Tocco           | PSI                 | Sindaco                   |      |
| 1958             | 1958             | Pietro Saragat           | PSI                 | Sindaco                   |      |
| 1958             | 1960             | Enrico Parodi            |                     | Commissario straordinario |      |
| 1961             | 1961             | Armando Congiu           | PCI                 | Sindaco                   |      |
| 1961             | 1964             | Giuseppe Colia           | PSI                 | Sindaco                   |      |
| 1965             | 1967             | Pietro Saragat           | PSI                 | Sindaco                   |      |
| 1968             | 1968             | Carlo Meloni             | PSDI                | Sindaco                   |      |
| 1968             | 1975             | Giuseppe Colia           | PSI                 | Sindaco                   |      |
| 1975             | 1975             | Pietro Pibiri            | PSI                 | Sindaco                   |      |
| 1976             | 1980             | Vittorio Valenti         | PSI                 | Sindaco                   |      |
| 1980             | 1987             | Paolo Fogu               | PSI                 | Sindaco                   |      |
| 1987             | 1990             | Ivo Pinna                | PSI                 | Sindaco                   |      |
| 1990             | 1992             | Bruno Pissard            | PSI                 | Sindaco                   |      |
| 1992             | 1993             | Francesco Macis          | PDS                 | Sindaco                   |      |
| 1993             | 5 dicembre 1993  | Giorgio Fadda            |                     | commissario straordinario |      |
| 5 dicembre 1993  | 16 novembre 1997 | Mauro Pili               | lista civica        | sindaco                   |      |
| 16 novembre 1997 | 20 luglio 1999   | Mauro Pili               | lista civica        | sindaco                   |      |
| 20 luglio 1999   | 16 aprile 2000   | Andreina Farris          |                     | commissario straordinario |      |
| 16 aprile 2000   | 9 maggio 2005    | Paolo Collu              | centro-destra       | sindaco                   |      |
| 9 maggio 2005    | 31 maggio 2010   | Pierluigi Carta          | centro sinistra     | sindaco                   |      |
| 31 maggio 2010   | 3 agosto 2010    | Pierluigi Carta          | Partito Democratico | sindaco                   |      |
| 3 agosto 2010    | 16 maggio 2011   | Antonio Ghiani           |                     | commissario straordinario |      |
| 16 maggio 2011   | 23 novembre 2012 | Luigi Perseu             | Unione di Centro    | sindaco                   |      |
| 23 novembre 2012 | 27 maggio 2013   | Antonio Ghiani           |                     | commissario straordinario |      |
| 27 maggio 2013   | 10 giugno 2018   | Emilio Agostino Gariazzo | Partito Democratico | sindaco                   |      |
| 10 giugno 2018   | 29 maggio 2023   | Mauro Usai               | Partito Democratico | sindaco                   |      |
| 29 maggio 2023   | in carica        | Mauro Usai               | Partito Democratico | sindaco                   |      |

### Gemellaggi
- Oberhausen, dal 2002
- Pisa, dal 2009

## Sport

### Eventi sportivi

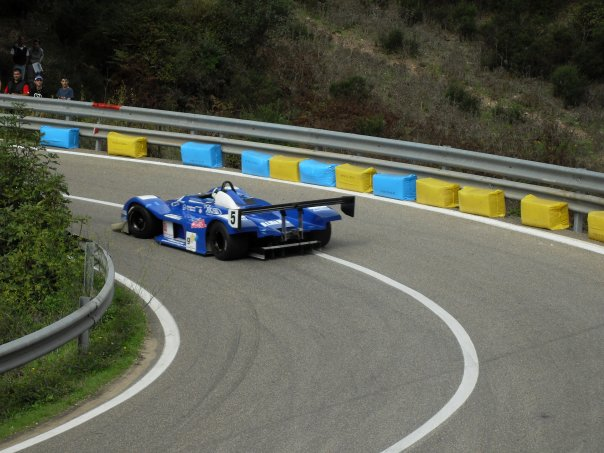
Un momento della gara

#### Cronoscalata Iglesias-Sant'Angelo
Per quanto riguarda l'automobilismo, l'evento principale è la cronoscalata Iglesias-Sant'Angelo, giunta nel 2022 alla 31ª edizione.

### Calcio

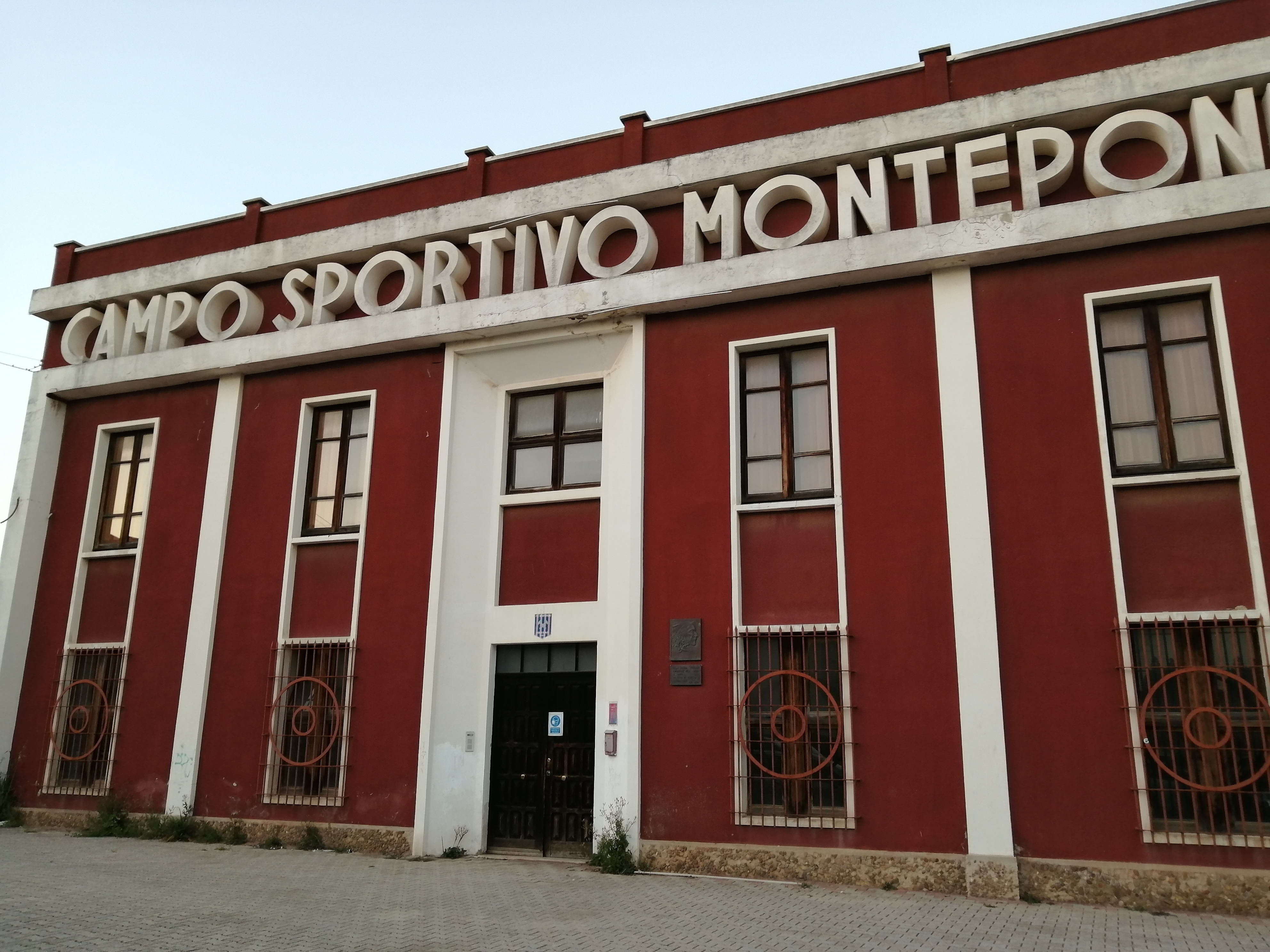
Campo sportivo Monteponi

La principale squadra di calcio della città è F.C. Monteponi Iglesias che milita nel girone A sardo di Eccellenza. È nata nel 1923.

### Calcio a 5
Nel calcio a 5 i colori cittadini sono portati dalla Futsal Glema San Pio X che milita nel campionato di serie C1; è inoltre l'unica società ad avere un settore giovanile nel Sulcis Iglesiente militando nel campionato allievi.

### Altri sport
Nata nel 1997 L'Azzurra 2000 da 20 anni promuove la Ginnastica Artistica e con le sue allieve e allievi rappresenta la città di Iglesias a livello regionale e negli ultimi 15 anni anche a livello nazionale partecipando alle finali nazionali organizzate dalla Federazione Ginnastica D'Italia dal 2002 al 2010 a Fiuggi dal 2011 al 2016 a Pesaro nel 2017 a Rimini.
Per quanto riguarda la pallavolo maschile è rappresentata dalla Comer Volley Iglesias che milita nel campionato di B1 nazionale maschile ed in 1ª Divisione. In serie C femminile invece milita la Sardegna Piscine Volley Iglesias, mentre in serie D partecipa la Volley Futura Iglesias.
La città è rappresentata anche nel campionato italiano di baseball in Serie B nazionale (dopo aver vinto il campionato di serie C2 regionale nel 2008 e quello di C1 nazionale nel 2009) dall'Iglesias Baseball e nel campionato italiano di softball Maschile dall'Iglesias Softball militante in serie A nel girone A.
Il basket è in città con la società Basket Iglesias 2010, che partecipa ai campionati seniores e a vari campionati giovanili dal minibasket al under 18.
Nell'atletica si distingue la Jolao, che ha lanciato tra gli altri il pluricampione italiano di salto in lungo Nicola Trentin. Presente in città anche l'Atletica Iglesias, attiva nei settori giovanili e master.